# Chavagne
Ne doit pas être confondu avec l'ancienne commune de Chavagné
Cet article possède des paronymes, voir Chavagnes-en-Paillers, Chavagneux, Chavanne et Chavannes.
Chavagne est une commune française située dans le département d'Ille-et-Vilaine, en région Bretagne.
Ses habitants sont les Chavagnais et les Chavagnaises.

## Géographie

### Localisation

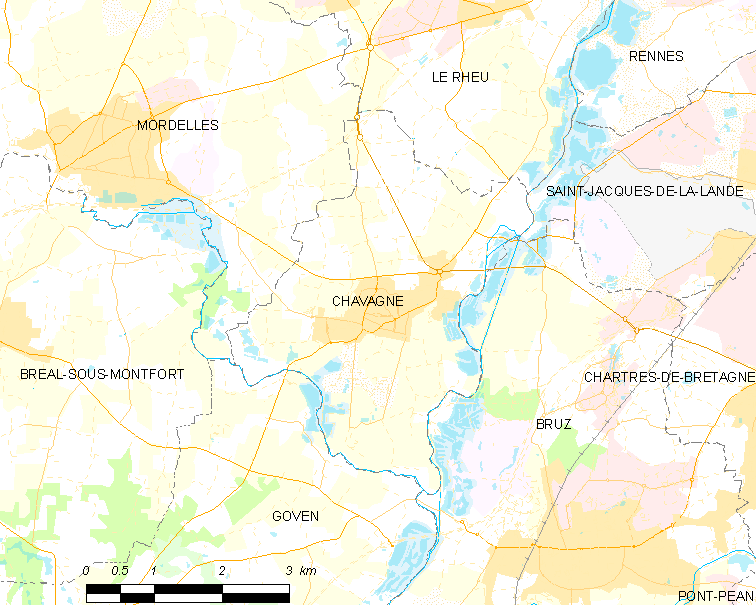
Carte de la commune.

Chavagne est d'une superficie de 1 244 ha, située à 12 km au sud ouest de Rennes, entre la route départementale 34 (dite deuxième ceinture de Rennes), la route nationale 24 (axe Rennes-Lorient), et les axes de Redon et de Nantes.
Elle fait partie de Rennes Métropole.
|           | Le Rheu  | Saint-Jacques-de-la-Lande |
| Mordelles | Chavagne | Bruz                      |
|           | Goven    |                           |

### Géologie et relief
La commune a un relief très plat et est située à 25 m d'altitude.

### Transports en commun
Chavagne est desservie par les bus du service des transports en commun de l'agglomération rennaise (STAR) de Rennes Métropole.
Les arrêts des lignes desservant Chavagne sont pour la plupart accessibles aux personnes à mobilité réduite. Il s'agit des lignes 56 et 156ex.
Le dimanche et jour fériés, la commune est desservie par la ligne 55. Les vendredis et samedis soir au départ de Rennes (République), la commune est desservie par la ligne 54.

### Hydrographie
Pour un article plus général, voir Réseau hydrographique d'Ille-et-Vilaine.
La commune est située dans le bassin Loire-Bretagne. Elle est drainée par la Vilaine, un bras de la vilaine, le Meu, le Lindon et le ruisseau de Beaumont,,.
La Vilaine, d'une longueur de 218 km, prend sa source dans la commune de Juvigné et se jette  dans l'Océan Atlantique à Camoël, après avoir traversé 56 communes. 
Le Meu, d'une longueur de 84 km, prend sa source dans la commune de Saint-Vran et se jette  dans un bras de la Vilaine sur la commune, après avoir traversé 21 communes. 
Un plan d'eau complète le réseau hydrographique : les gravières de la Piblais (6,8 ha),.

### Climat
Pour des articles plus généraux, voir Climat de la Bretagne et Climat d'Ille-et-Vilaine.
En 2010, le climat de la commune est de type climat océanique altéré, selon une étude du CNRS s'appuyant sur une série de données couvrant la période 1971-2000. En 2020, Météo-France publie une typologie des climats de la France métropolitaine dans laquelle la commune est exposée à un climat océanique et est dans la région climatique  Bretagne orientale et méridionale, Pays nantais, Vendée, caractérisée par une faible pluviométrie en été et une bonne insolation. Parallèlement l'observatoire de l'environnement en Bretagne publie en 2020 un zonage climatique de la région Bretagne, s'appuyant sur des données de Météo-France de 2009. La commune est, selon ce zonage, dans la zone « Sud Est », avec des étés relativement chauds et ensoleillés.  
Pour la période 1971-2000, la température annuelle moyenne est de 11,7 °C, avec une amplitude thermique annuelle de 12,7 °C. Le cumul annuel moyen de précipitations est de 757 mm, avec 12 jours de précipitations en janvier et 6,1 jours en juillet. Pour la période 1991-2020, la température moyenne annuelle observée sur la station météorologique la plus proche, située sur la commune du Rheu à 5 km à vol d'oiseau, est de 12,2 °C et le cumul annuel moyen de précipitations est de 720,4 mm,. Pour l'avenir, les paramètres climatiques de la commune estimés pour 2050 selon différents scénarios d'émission de gaz à effet de serre sont consultables sur un site dédié publié par Météo-France en novembre 2022.

## Urbanisme

### Typologie
Au 1er janvier 2024, Chavagne est catégorisée ceinture urbaine, selon la nouvelle grille communale de densité à sept niveaux définie par l'Insee en 2022.
Elle appartient à l'unité urbaine de Chavagne, une unité urbaine monocommunale constituant une ville isolée,. Par ailleurs la commune fait partie de l'aire d'attraction de Rennes, dont elle est une commune de la couronne,. Cette aire, qui regroupe 183 communes, est catégorisée dans les aires de 700 000 habitants ou plus (hors Paris),.

### Occupation des sols
L'occupation des sols de la commune, telle qu'elle ressort de la base de données européenne d'occupation biophysique des sols Corine Land Cover (CLC), est marquée par l'importance des territoires agricoles (82,6 % en 2018), en diminution par rapport à 1990 (87,7 %). La répartition détaillée en 2018 est la suivante : 
terres arables (46,1 %), zones agricoles hétérogènes (32 %), zones urbanisées (12,5 %), eaux continentales (4,7 %), prairies (4,5 %), zones industrielles ou commerciales et réseaux de communication (0,1 %), forêts (0,1 %). L'évolution de l'occupation des sols de la commune et de ses infrastructures peut être observée sur les différentes représentations cartographiques du territoire : la carte de Cassini (XVIIIe siècle), la carte d'état-major (1820-1866) et les cartes ou photos aériennes de l'IGN pour la période actuelle (1950 à aujourd'hui).

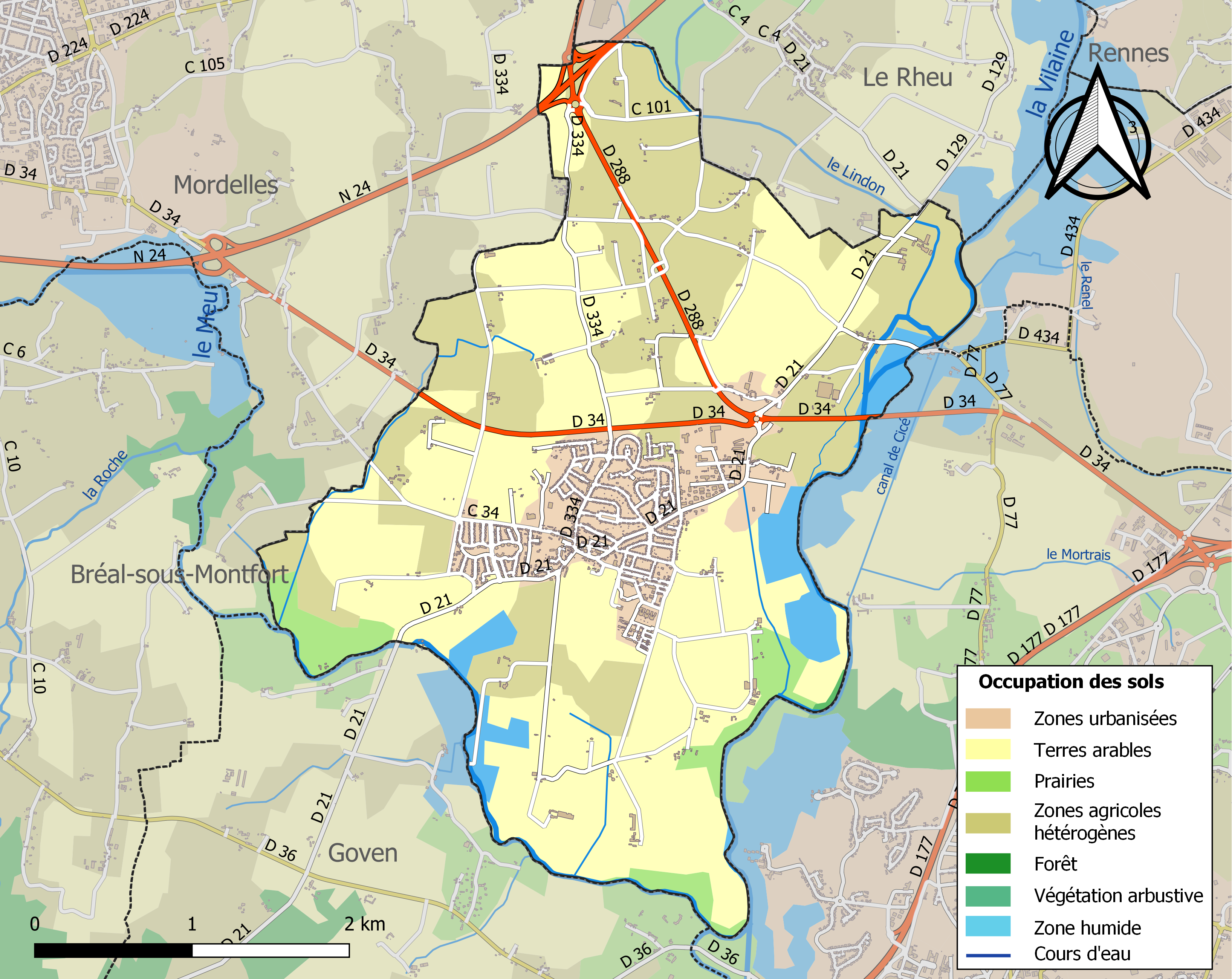
Carte des infrastructures et de l'occupation des sols de la commune en 2018 (CLC).

### Logement
Le tableau ci-dessous présente une comparaison de quelques indicateurs chiffrés du logement pour Chavagne et l'ensemble de l'Ille-et-Vilaine en 2017,.
|                                                                  | Chavagne | Ille-et-Vilaine |
| ---------------------------------------------------------------- | -------- | --------------- |
| Parc immobilier total (en nombre d'habitations)                  | 1 796    | 546 440         |
| Part des résidences principales (en %)                           | 91,5     | 86,2            |
| Part des résidences secondaires et logements occasionnels (en %) | 0,8      | 6,9             |
| Part des logements vacants (en %)                                | 7,7      | 6,9             |
| Part des ménages propriétaires de leur logement (en %)           | 74,1     | 59,8            |

### Morphologie urbaine
Chavagne dispose d'un plan local d'urbanisme intercommunal approuvé par délibération du conseil métropolitain du 19 décembre 2019. Il divise l'espace des 43 communes de Rennes Métropole en zones urbaines, agricoles ou naturelles.

## Toponymie
Les formes anciennes attestées du nom de la localité sont : Cabana en 1034; Cavana en 1040; Chavenne en 1158; Chaveignes vers 1330.
Albert Dauzat hésite à rattacher Chavagnes directement à l'étymon bas latin capanna « cabane ». En effet, il ne cite qu'une forme tardive (Chaveignes 1330) dans laquelle il croit reconnaître un *capannia, c'est-à-dire capanna + suffixe -ia au sens de « groupe de cabanes, d'habitations rurales » comme pour Chavagnes (Maine-et-Loire, Cavania 690 - 707), à moins qu'il ne s'agisse d'un Cavannia (villa), formé sur le nom de personne Cavannius, comme dans Chavagnes-en-Paillers (Vendée, villa Cavannis XIe siècle) et Chavaignes (Maine-et-Loire, Cavaniae colonia 862). Les formes anciennes fournies par Jean-Yves Le Moing (voir supra) permettent d'invalider ces deux dernières hypothèses et de faire remonter directement Chavagne au type capanna, tout comme les toponymes Chavannes-sur-Reyssouze (Ain, in Cavannas 920); Chevannes (Côte-d'Or, Cavanna 1164), etc.
Le bas latin capanna, sans doute préroman, a donné le nom commun français cabane au sens initial de « petite habitation sommaire », mentionné seulement à partir de 1387 et passé en français par l'intermédiaire de l'occitan cabana « cabane, chaumière ». Il est cependant attesté dans la France du nord par les Gloses de Reichenau au VIIIe siècle sous la forme cauanna et s'est fixé dans la toponymie où il a subi la palatalisation régulière du groupe /ca/ propre au français central et au domaine d'oïl occidental, tout comme le passage de [p] à [v] (type sapere > savoir, alors que le vieil occitan et l'ibero-roman ont saber), d'où Cha-vanne / Che-vanne.
En gallo, le nom s'écrit Chavagne, parfois Chavagn (écriture Moga) ou Chavayn.
La forme bretonne proposée par l'Office public de la langue bretonne est Kavan.

## Histoire
Sur le quartier de la Touche, des fouilles archéologiques ont débuté en 2011 et ont permis la découverte de vestiges datant du néolithique.

Dès la fin du Xe siècle, le bourg de Chavagne, « vicus qui vocatur Cavana », appartenait à un seigneur nommé le vicomte Eudon. Ce dernier, n'ayant pas d'enfants, légua tous ses biens à son suzerain, Geffroy Ier, duc de Bretagne, et quand Geffroy épousa Havoise de Normandie, il fit entrer dans le douaire de cette princesse le bourg de Chavagne, vers l'an 996. 

## Politique et administration

### Rattachements administratifs et électoraux

#### Circonscriptions de rattachement
Chavagne appartient à l'arrondissement de Rennes et au canton du Rheu, créé lors du redécoupage cantonal de 2014. Avant cette date, la commune appartenait au canton de Mordelles.
Pour l'élection des députés, la commune fait partie de la huitième circonscription d'Ille-et-Vilaine, représentée depuis juin 2022 par Mickaël Bouloux (PS-NUPES). Sous la IIIe République, elle appartenait à la deuxième circonscription de Rennes, de 1958 à 1986 à la 2e circonscription (Rennes-Sud) et de 1986 à 2010 à la 3e circonscription (Rennes-Montfort).

#### Intercommunalité
La commune appartient à Rennes Métropole depuis sa création le 9 juillet 1970. Chavagne faisait alors partie des 27 communes fondatrices du District urbain de l'agglomération rennaise qui a pris sa dénomination actuelle le 1er janvier 2000.
Chavagne fait aussi partie du Pays de Rennes.

#### Institutions judiciaires
Sur le plan des institutions judiciaires, la commune relève du tribunal judiciaire (qui a remplacé le tribunal d'instance et le tribunal de grande instance le 1er janvier 2020), du tribunal pour enfants, du conseil de prud'hommes, du tribunal de commerce, de la cour d'appel et du tribunal administratif de Rennes et de la cour administrative d'appel de Nantes.

### Administration municipale
Le nombre d'habitants au dernier recensement étant compris entre 3 500 et 4 999, le nombre de membres du conseil municipal est de 27.
Conseil municipal actuel
Les 27 sièges composant le conseil municipal ont été pourvus le 15 mars 2020 lors du premier tour de scrutin. Actuellement, il est réparti comme suit :
Chavagne est l'une des rares communes de la métropole rennaise où aucune opposition n'est présente au conseil municipal.

### Liste des maires
| Période                                  | Période                   | Identité                | Étiquette | Qualité                                                                     |
| ---------------------------------------- | ------------------------- | ----------------------- | --------- | --------------------------------------------------------------------------- |
| décembre 1919                            | mai 1945                  | Pierre Thomas           |           |                                                                             |
| mai 1945                                 | 22 juillet 1945           | Jean Piquet             |           |                                                                             |
| 22 juillet 1945                          | 25 mars 1977              | Noël Dupont (1903-1990) | MRP       | Maire honoraire (1977)                                                      |
| 25 mars 1977                             | 20 juin 1995              | Armand Bagot (1938- )   | DVD       | Inspecteur à la MSA, maire honoraire (1995)                                 |
| 20 juin 1995                             | 14 mars 2008              | Loïc Blin (1960- )      | UMP       | Cadre bancaire                                                              |
| 14 mars 2008                             | 31 mars 2016 (démission)  | André Crocq (1956- )    | DVG       | Ingénieur environnement 2e vice-président de Rennes Métropole (2014 → 2020) |
| 18 avril 2016                            | En cours (au 27 mai 2020) | René Bouillon (1959- )  | PS        | Chargé de mission au rectorat de Rennes                                     |
| Les données manquantes sont à compléter. |                           |                         |           |                                                                             |

## Démographie

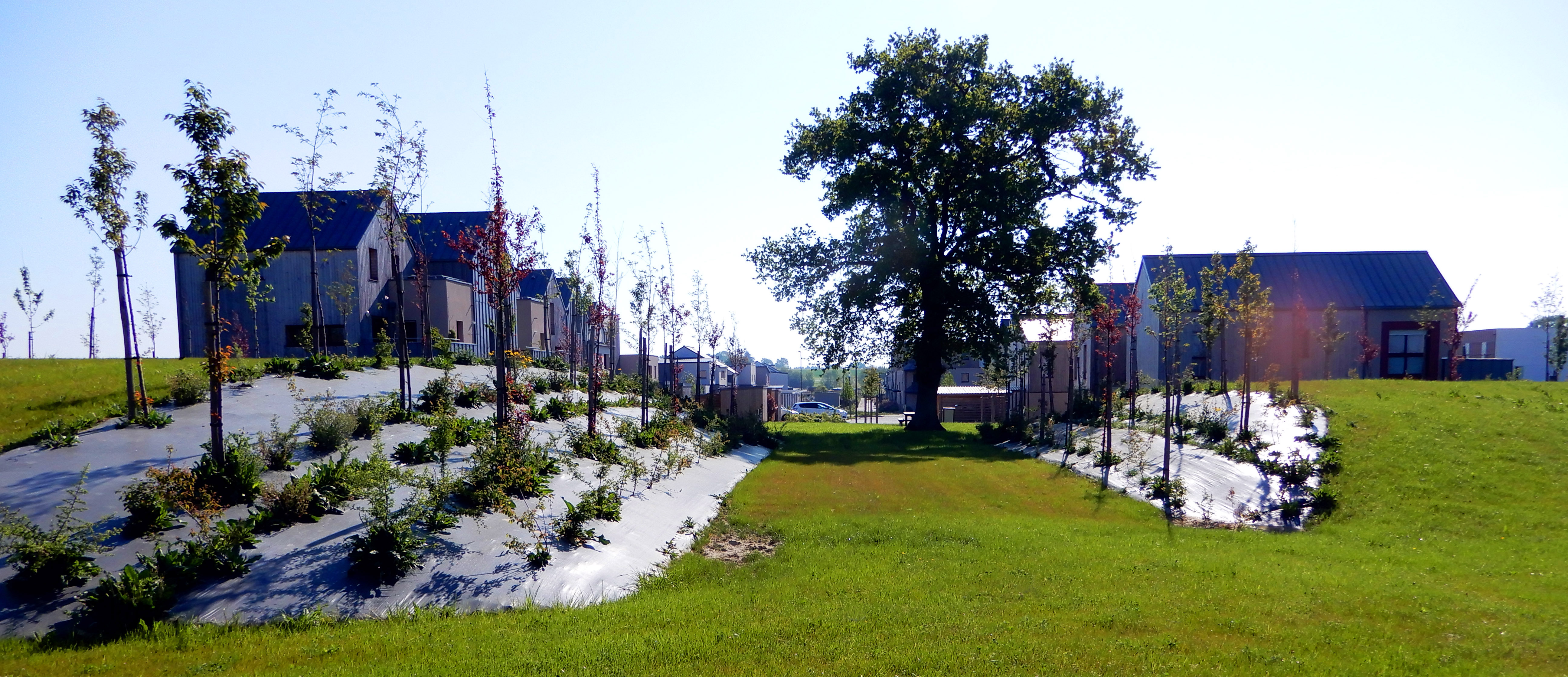
Chavagne - Quartier de la Touche

L'évolution du nombre d'habitants est connue à travers les recensements de la population effectués dans la commune depuis 1793. Pour les communes de moins de 10 000 habitants, une enquête de recensement portant sur toute la population est réalisée tous les cinq ans, les populations de référence des années intermédiaires étant quant à elles estimées par interpolation ou extrapolation. Pour la commune, le premier recensement exhaustif entrant dans le cadre du nouveau dispositif a été réalisé en 2007.

En 2022, la commune comptait 4 562 habitants, en évolution de +16,71 % par rapport à 2016 (Ille-et-Vilaine : +5,46 %, France hors Mayotte : +2,11 %).
| 1793 | 1800 | 1806 | 1821 | 1831 | 1836 | 1841 | 1846 | 1851 |
| ---- | ---- | ---- | ---- | ---- | ---- | ---- | ---- | ---- |
| 732  | 739  | 730  | 794  | 731  | 789  | 820  | 820  | 817  |

| 1856 | 1861 | 1866 | 1872 | 1876 | 1881 | 1886 | 1891 | 1896 |
| ---- | ---- | ---- | ---- | ---- | ---- | ---- | ---- | ---- |
| 780  | 783  | 756  | 727  | 751  | 713  | 724  | 695  | 700  |

| 1901 | 1906 | 1911 | 1921 | 1926 | 1931 | 1936 | 1946 | 1954 |
| ---- | ---- | ---- | ---- | ---- | ---- | ---- | ---- | ---- |
| 685  | 665  | 660  | 585  | 607  | 575  | 572  | 624  | 608  |

| 1962 | 1968 | 1975  | 1982  | 1990  | 1999  | 2006  | 2007  | 2012  |
| ---- | ---- | ----- | ----- | ----- | ----- | ----- | ----- | ----- |
| 639  | 874  | 1 667 | 2 244 | 2 844 | 3 091 | 3 625 | 3 701 | 3 708 |

| 2017  | 2022  | - | - | - | - | - | - | - |
| ----- | ----- | - | - | - | - | - | - | - |
| 4 015 | 4 562 | - | - | - | - | - | - | - |

## Culture et patrimoine

### Lieux et monuments

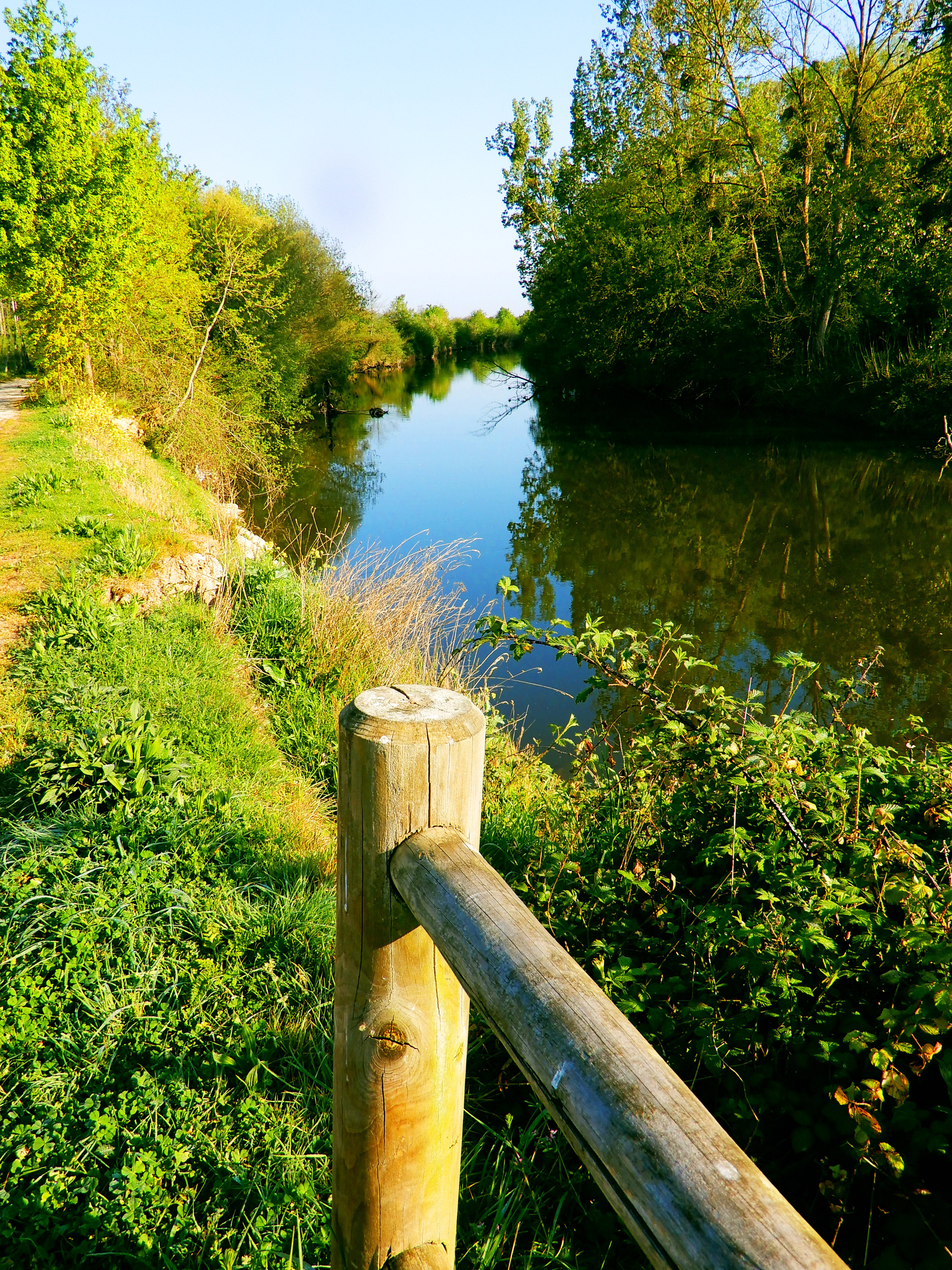
Bord de Vilaine
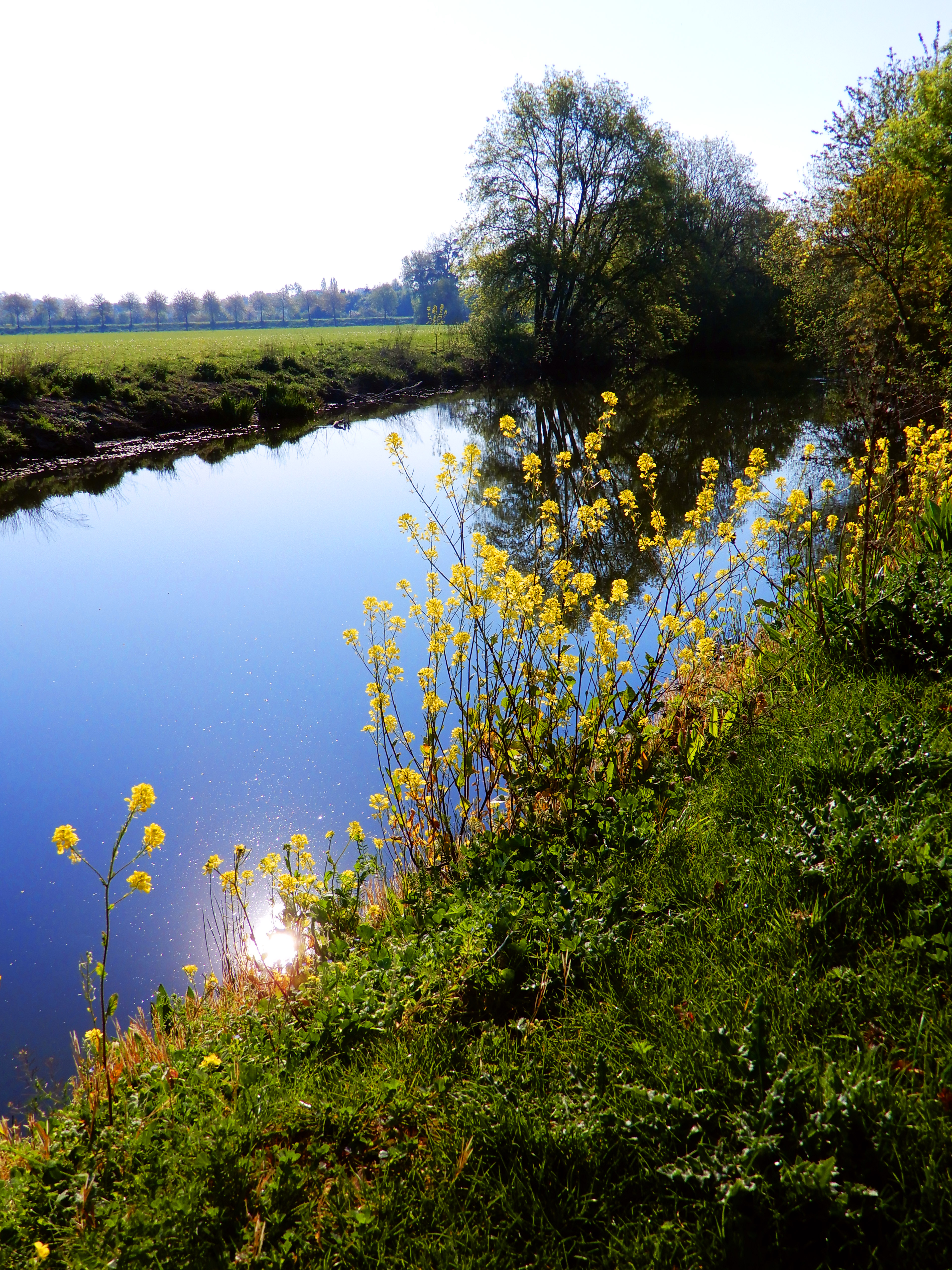
Bord de Vilaine près de la passerelle
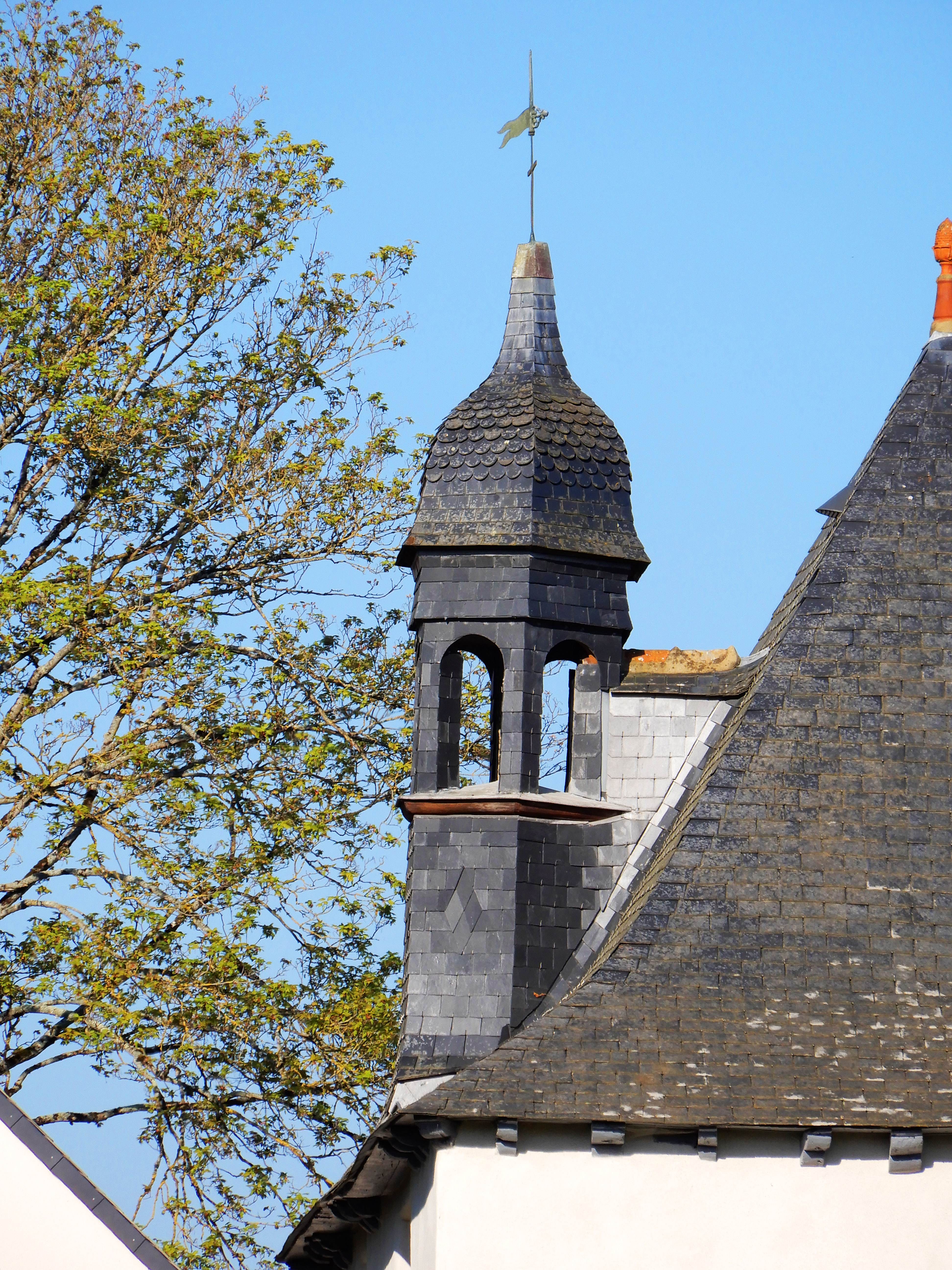
Château des Fontenelles
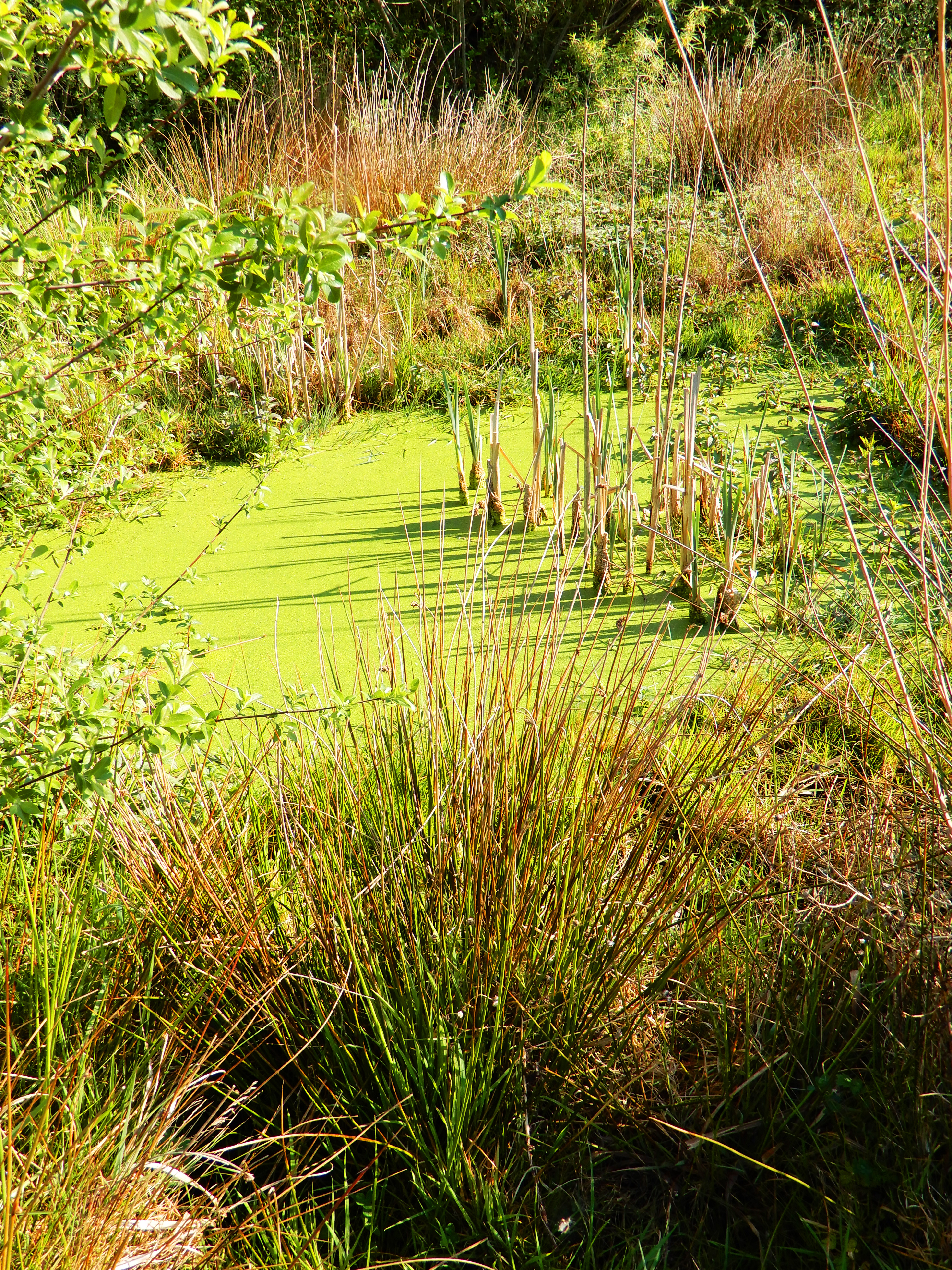
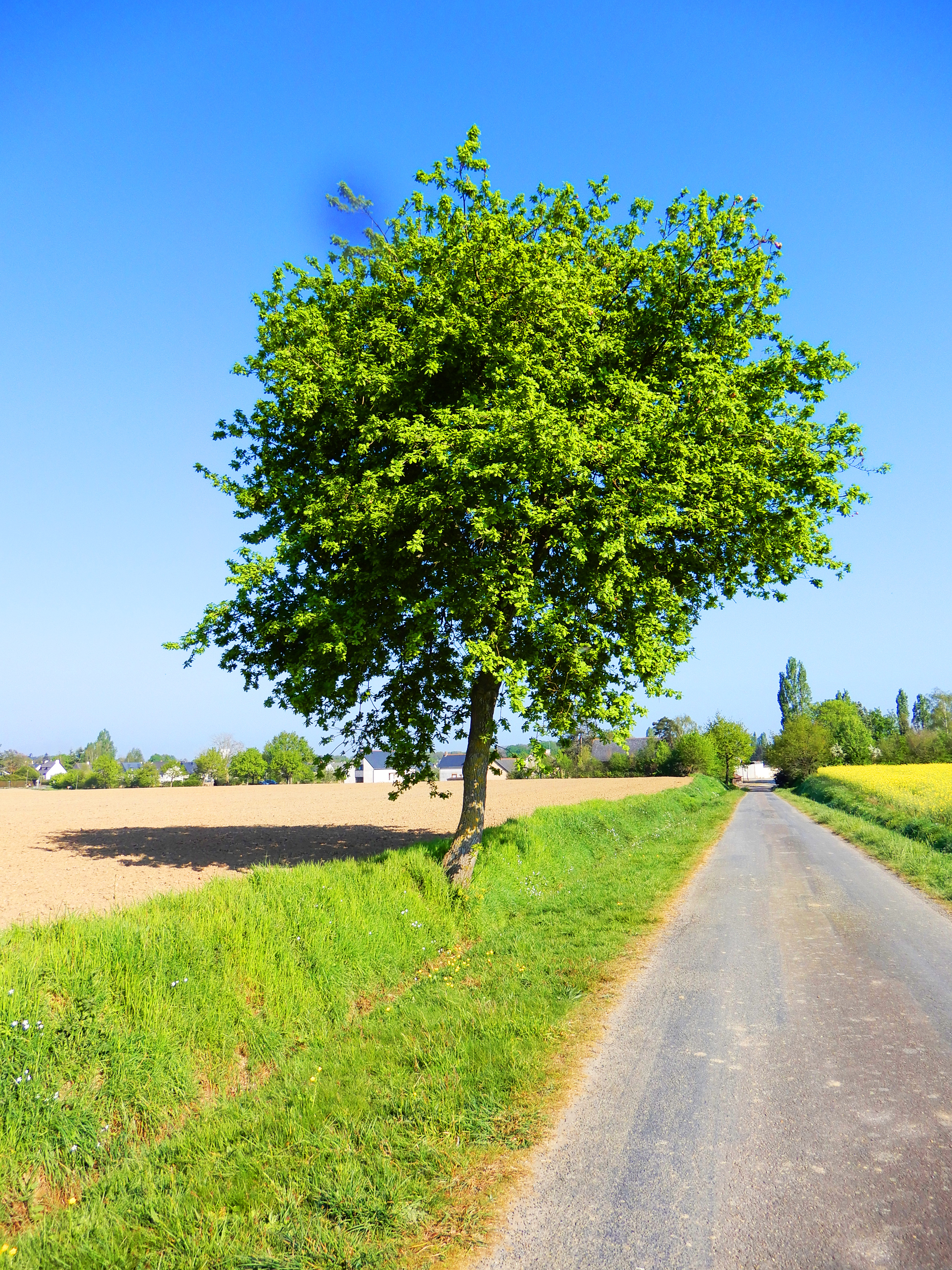
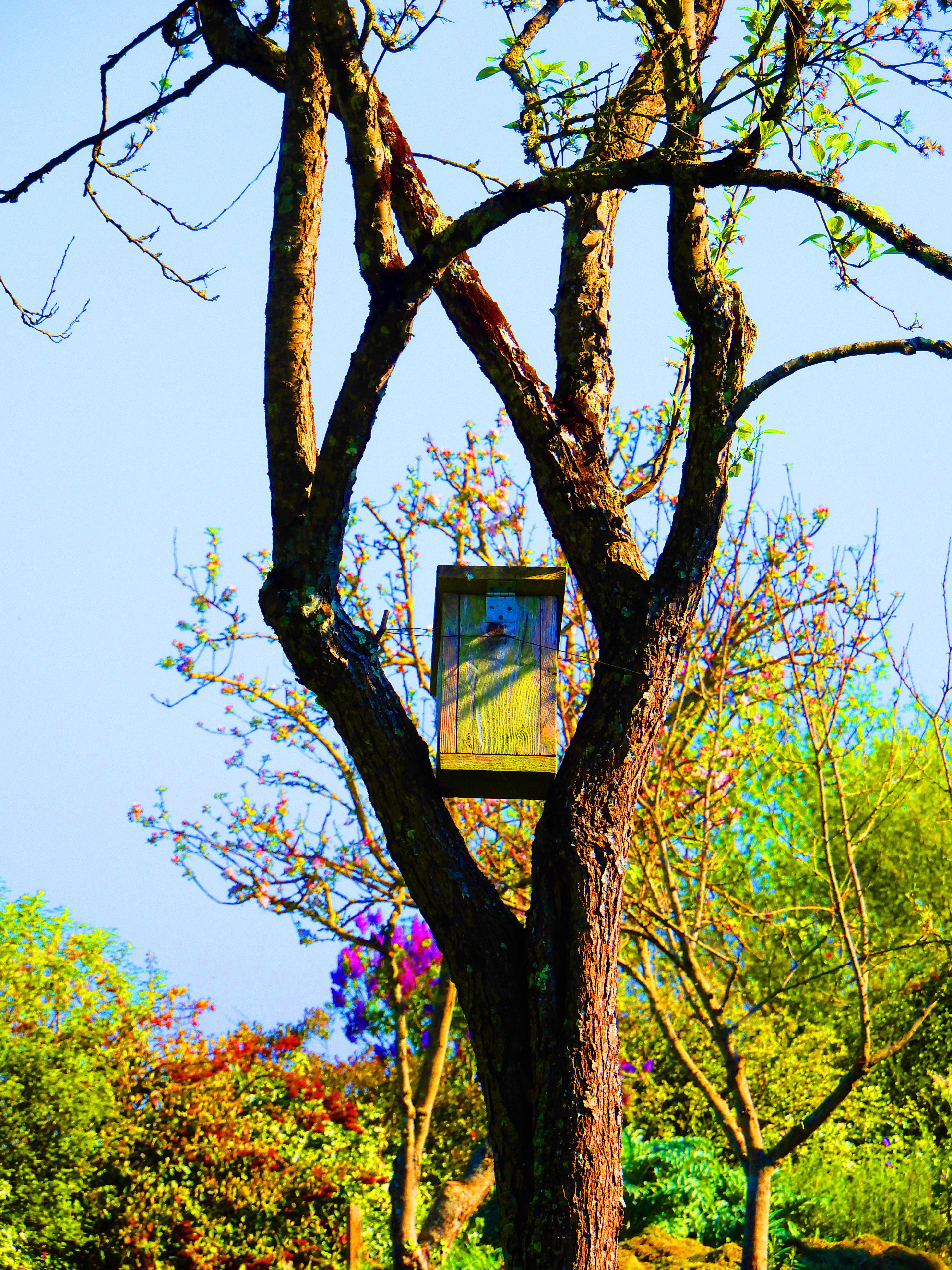
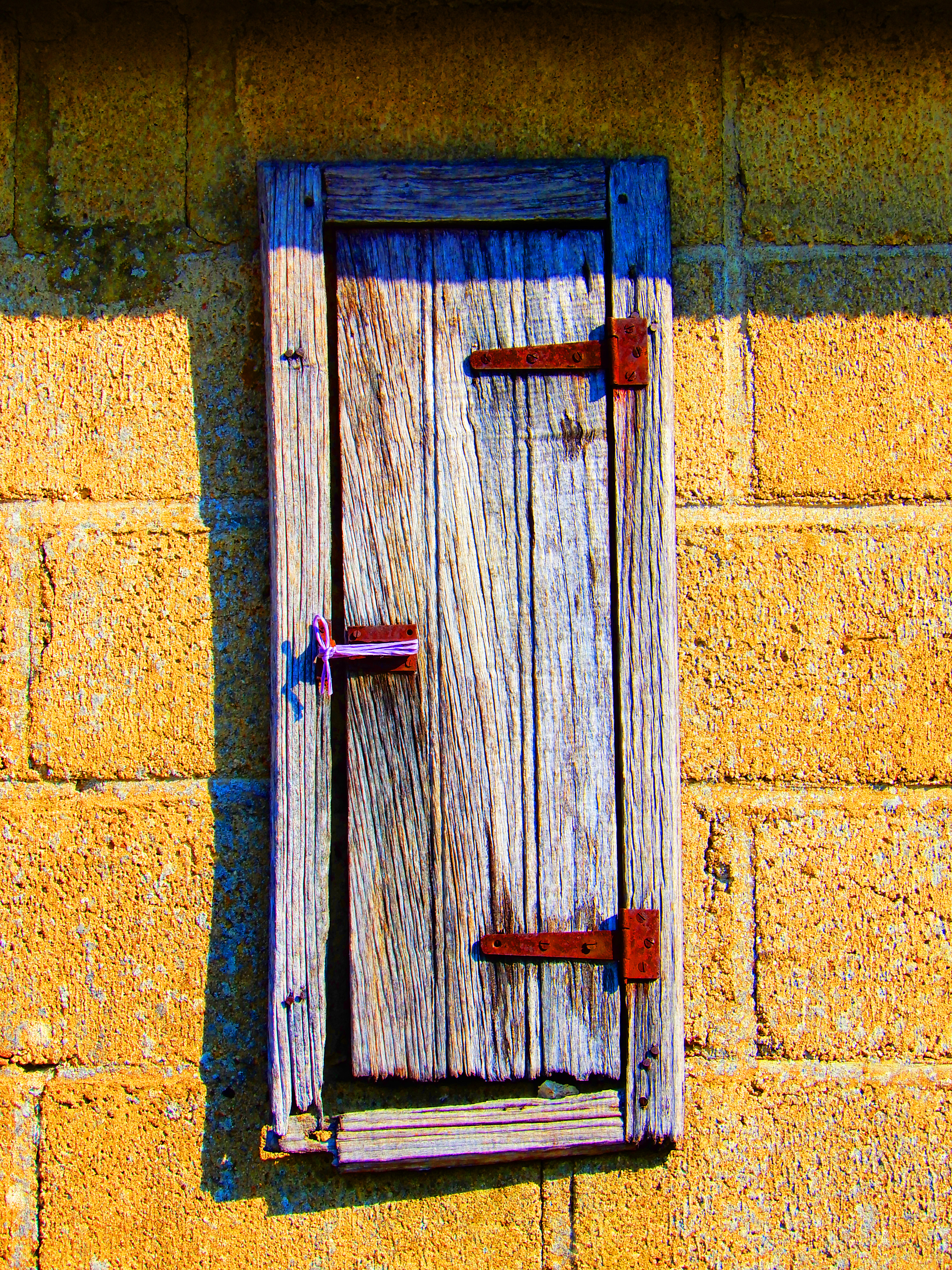
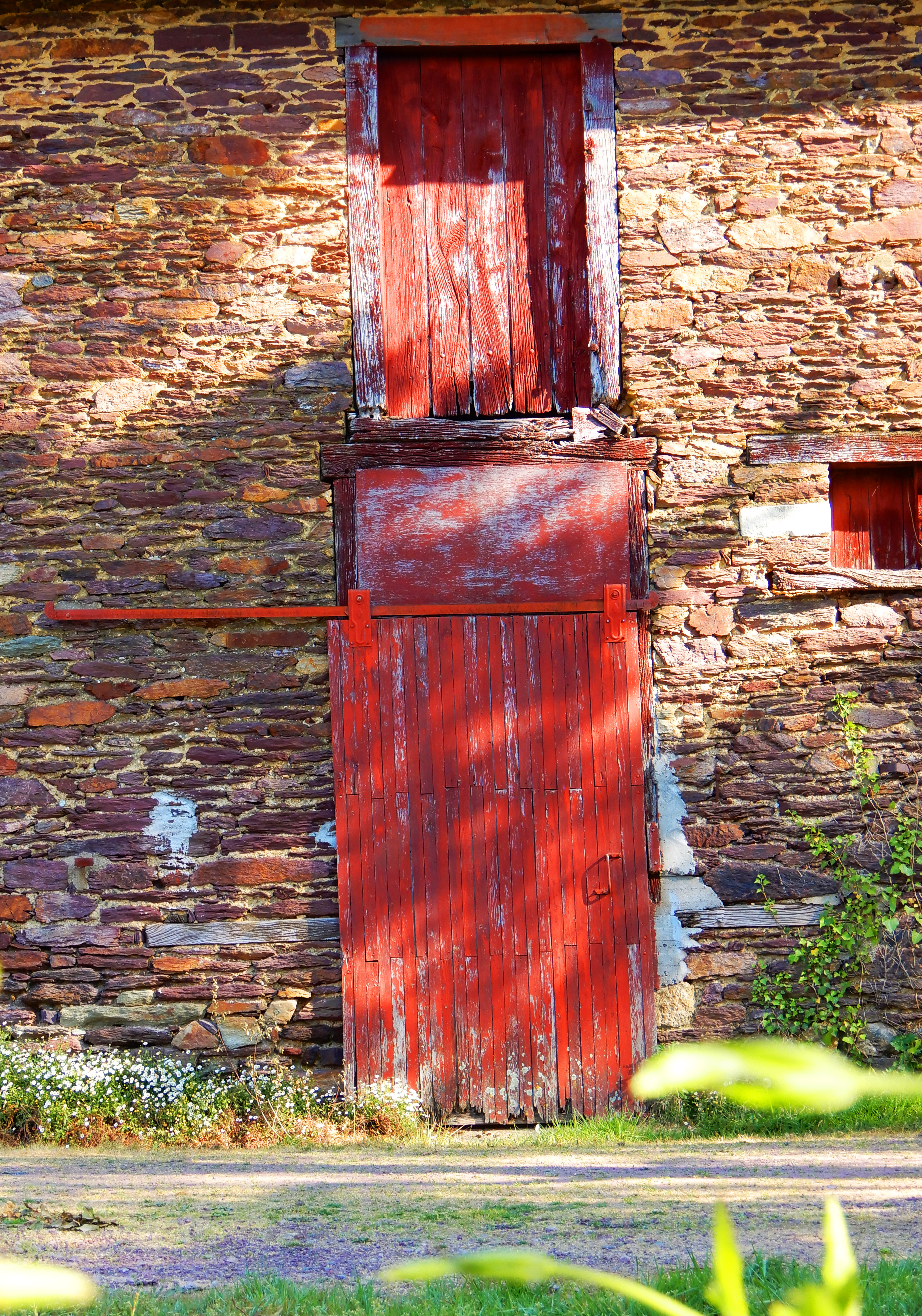
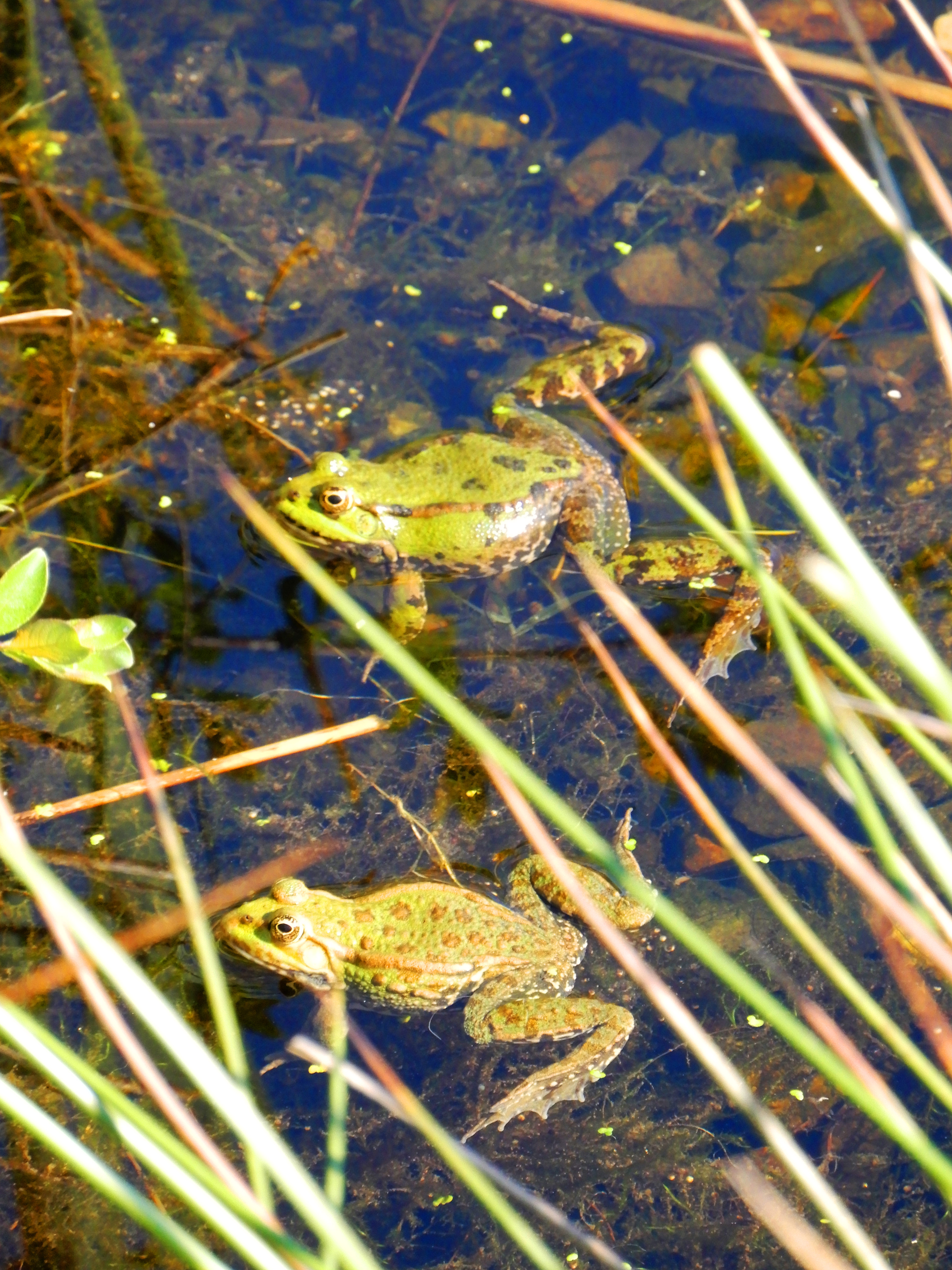
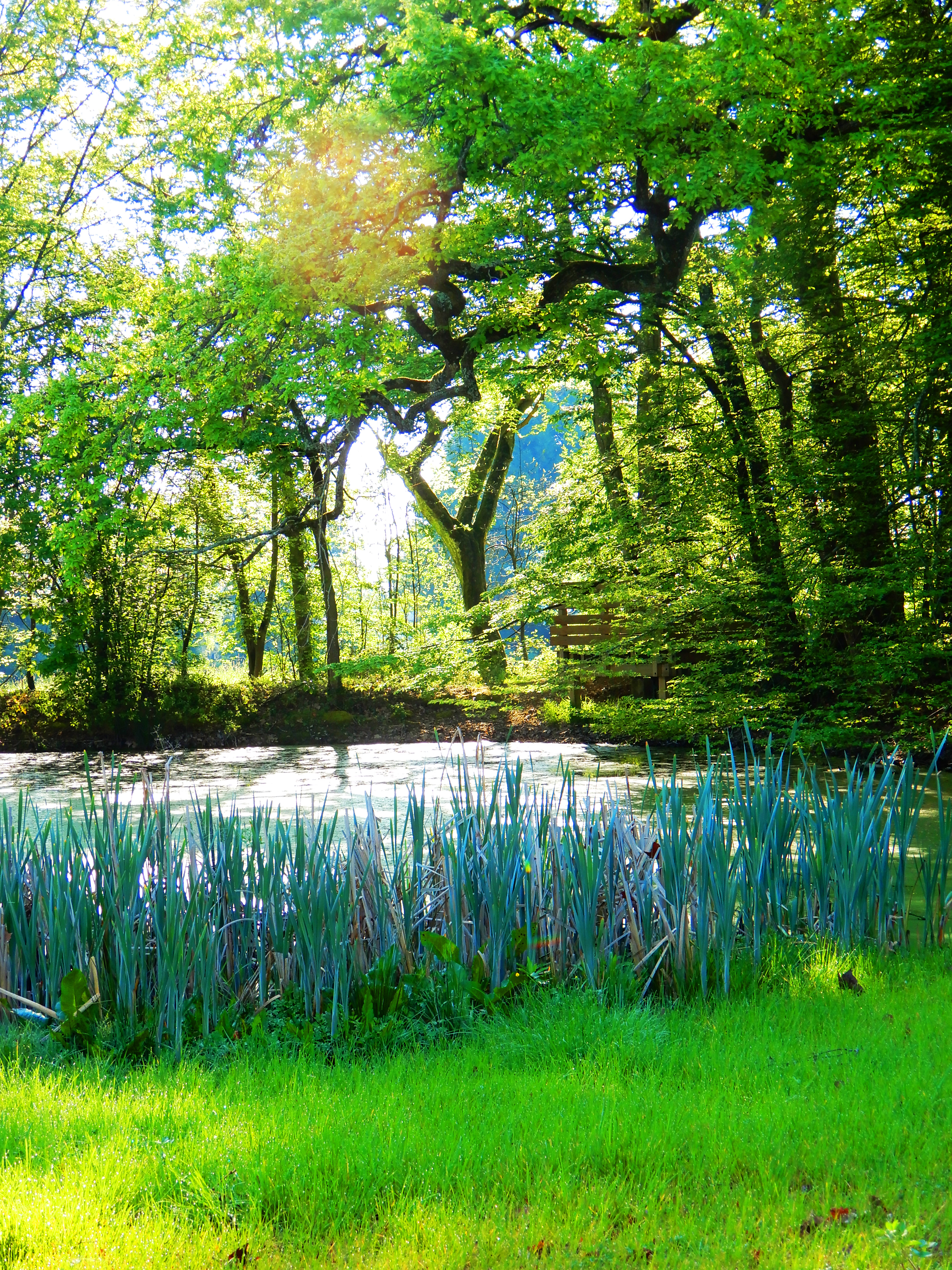
Mare des Fontenelles
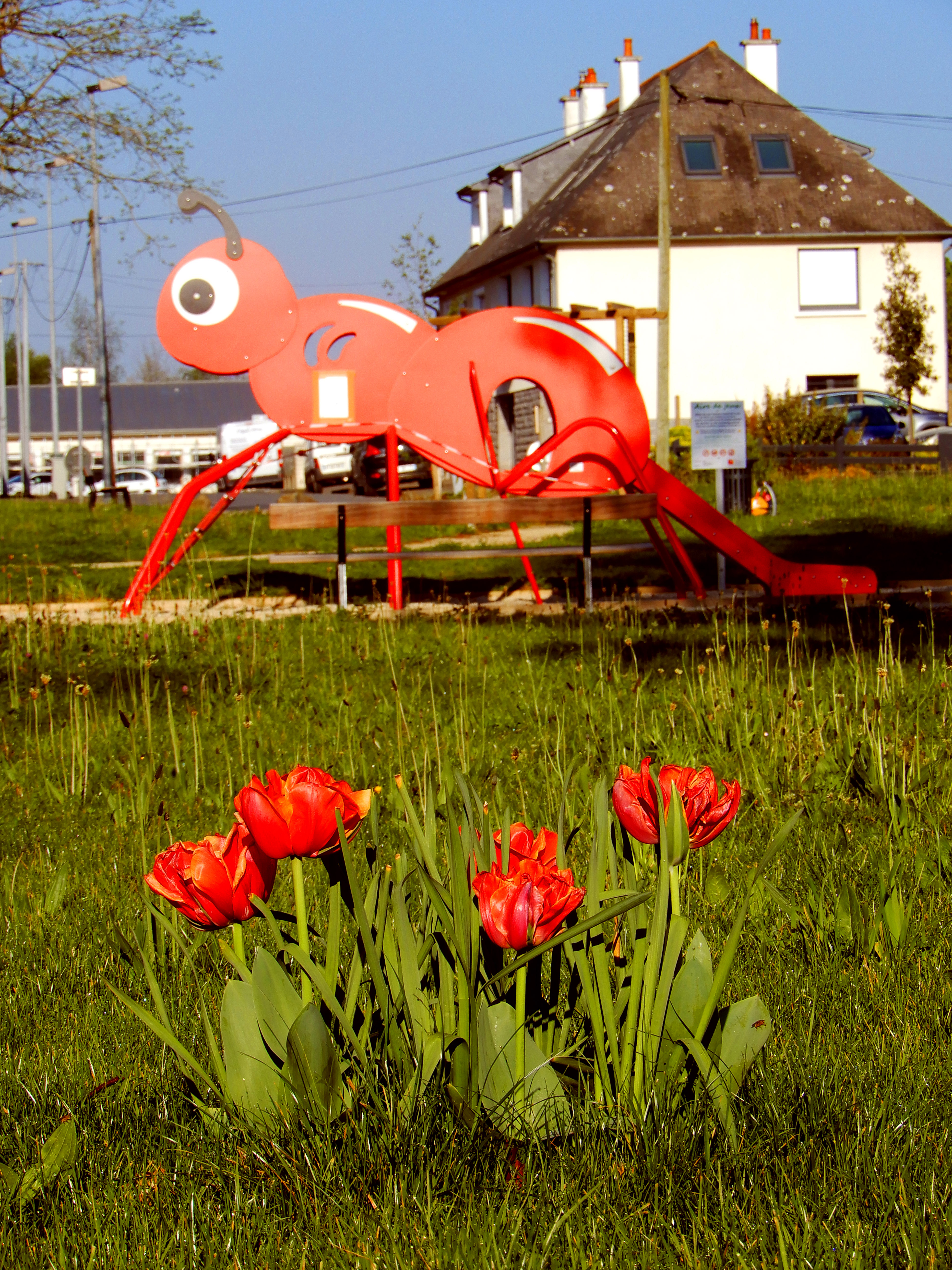
Parc Place de l'Etoile
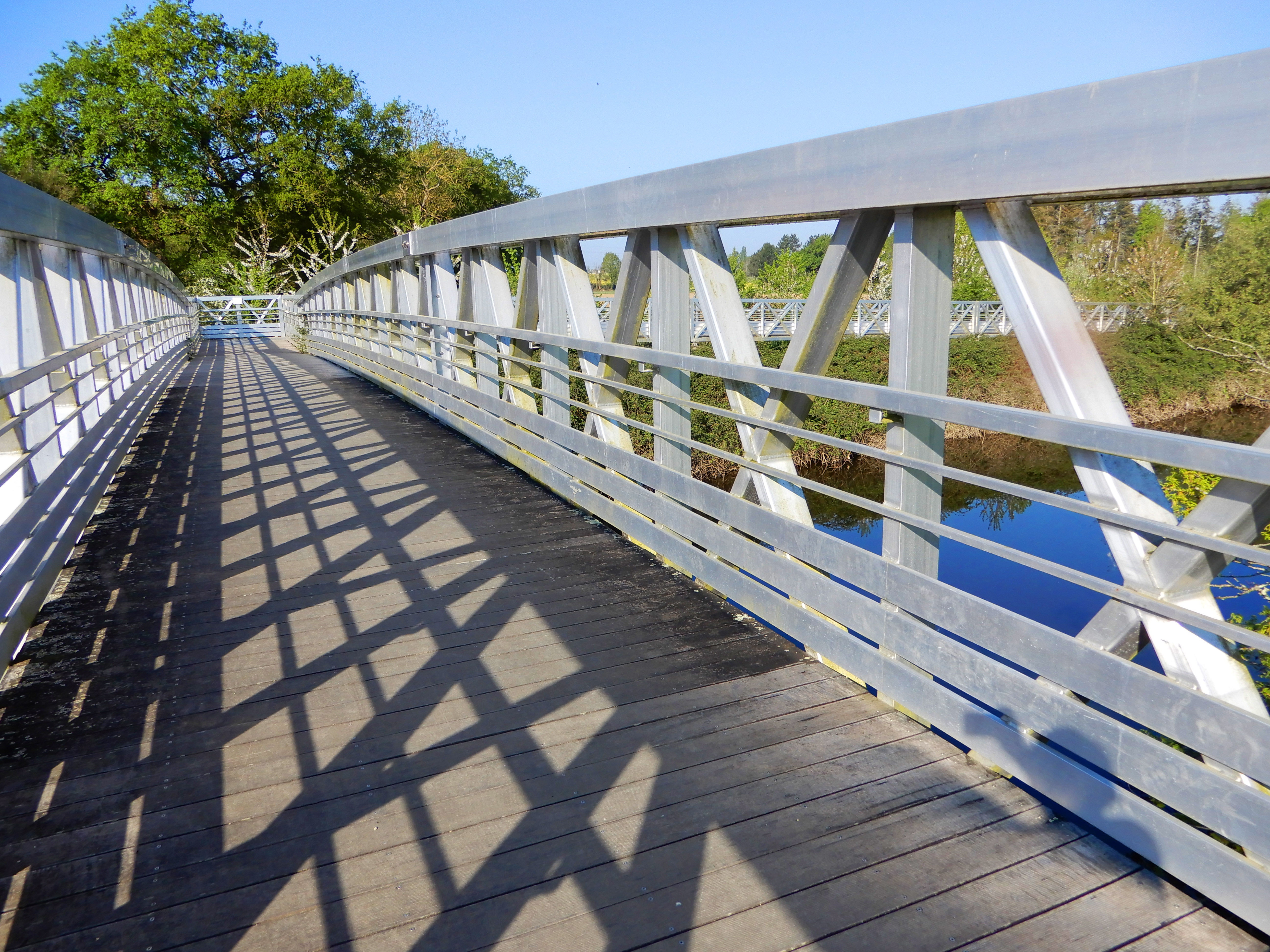
Passerelle au dessus de la Vilaine
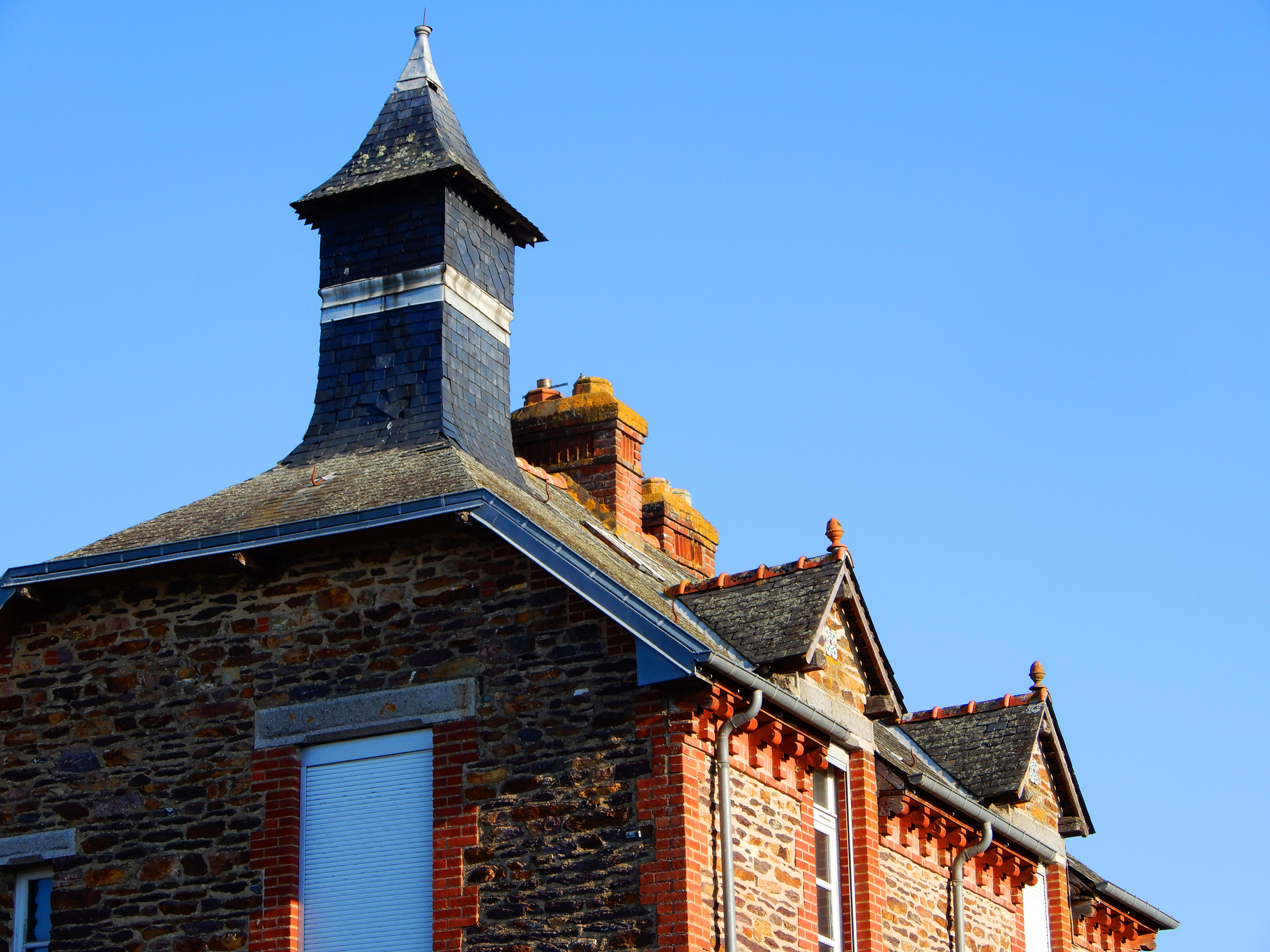
Toit de l'ancienne école maternelle publique
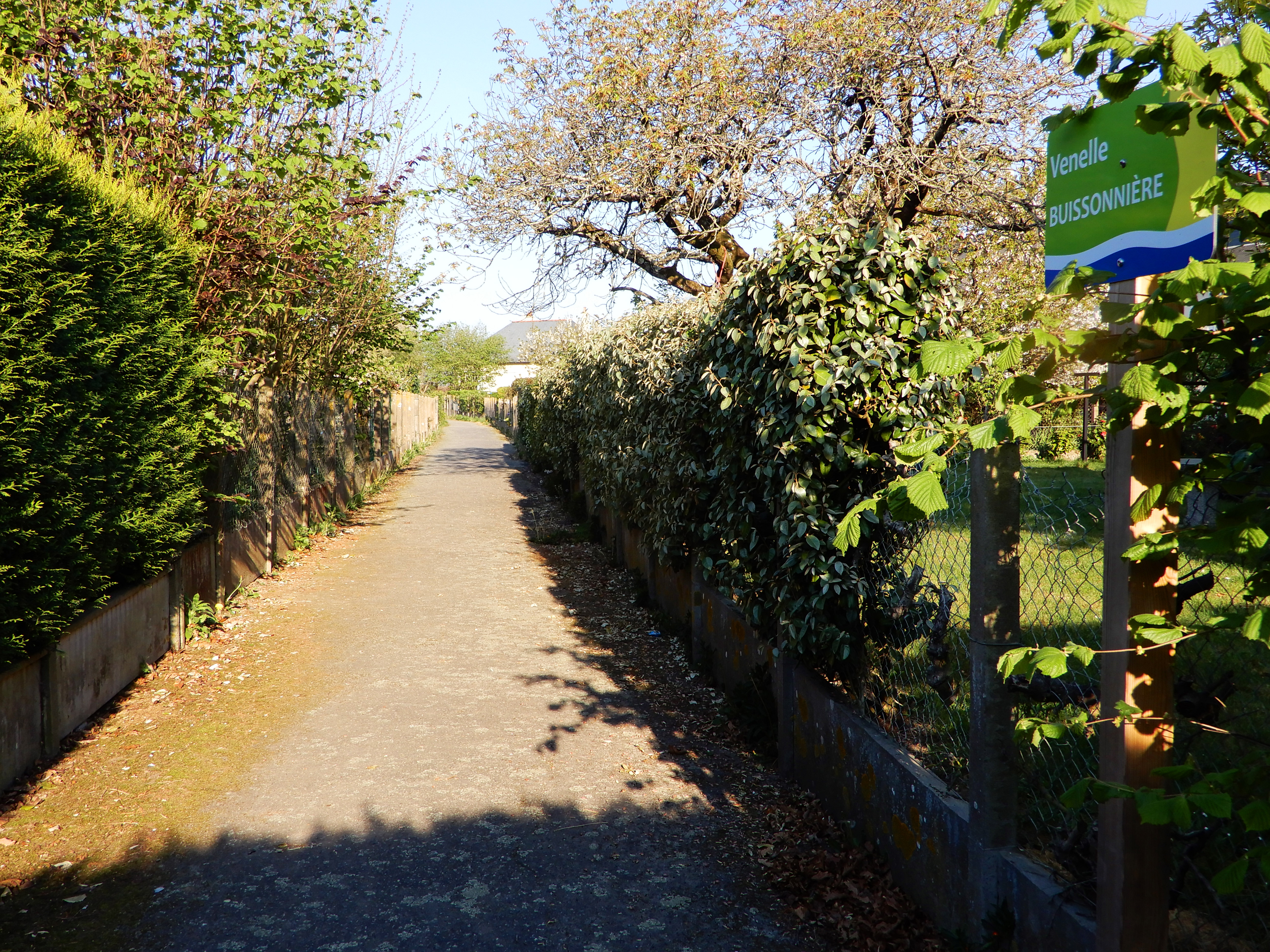
Venelle Buissonnière
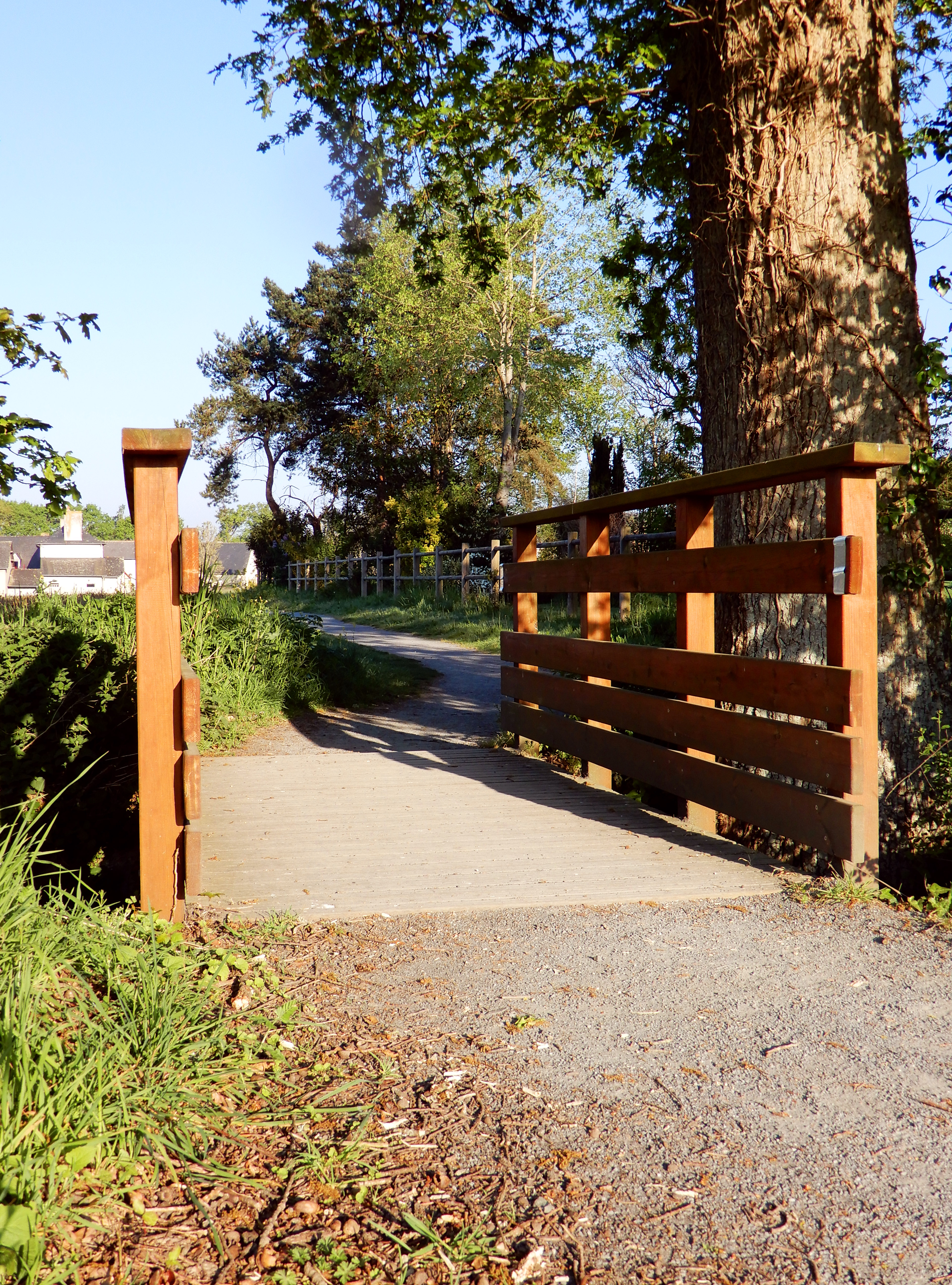
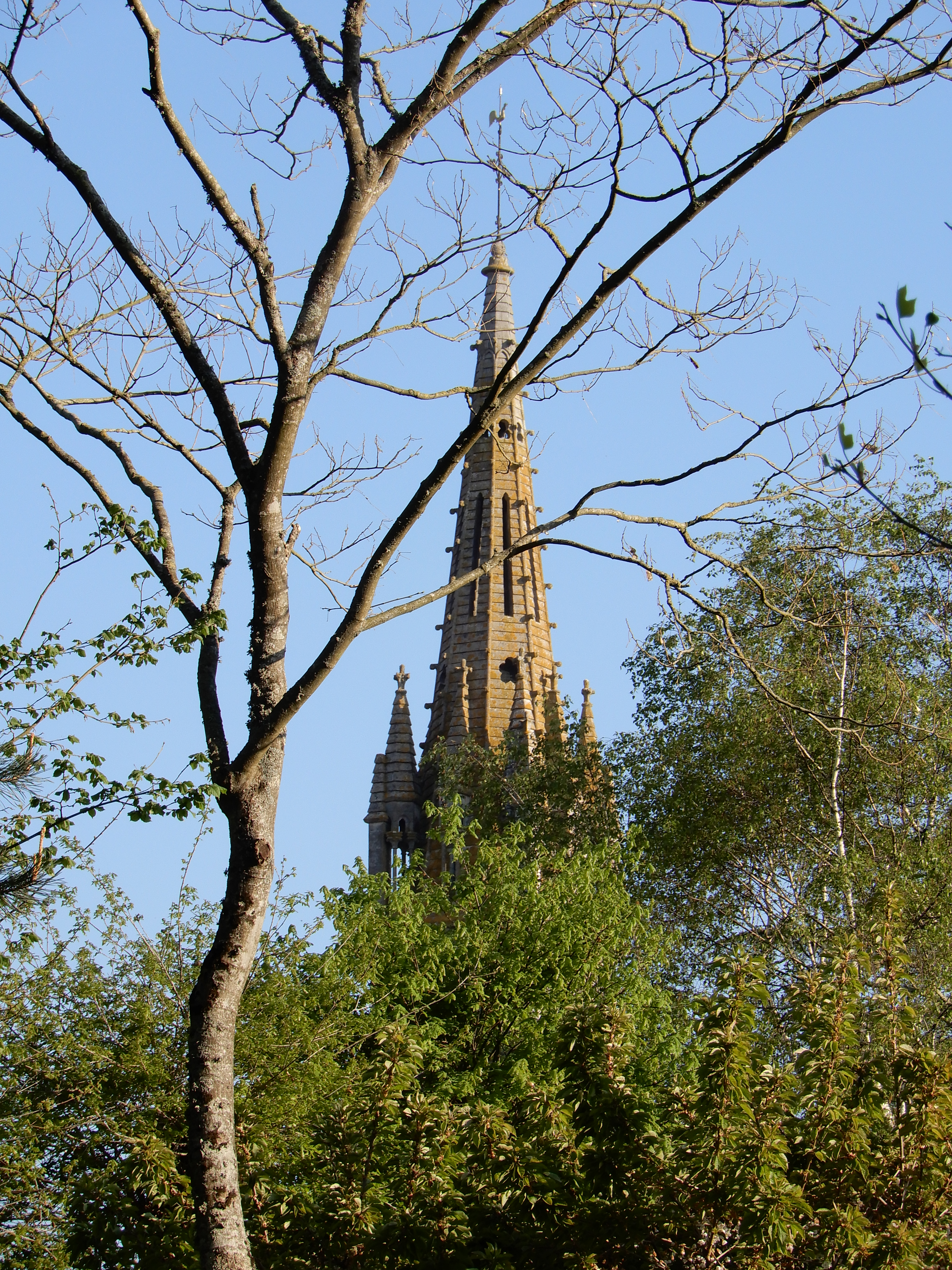
L'église
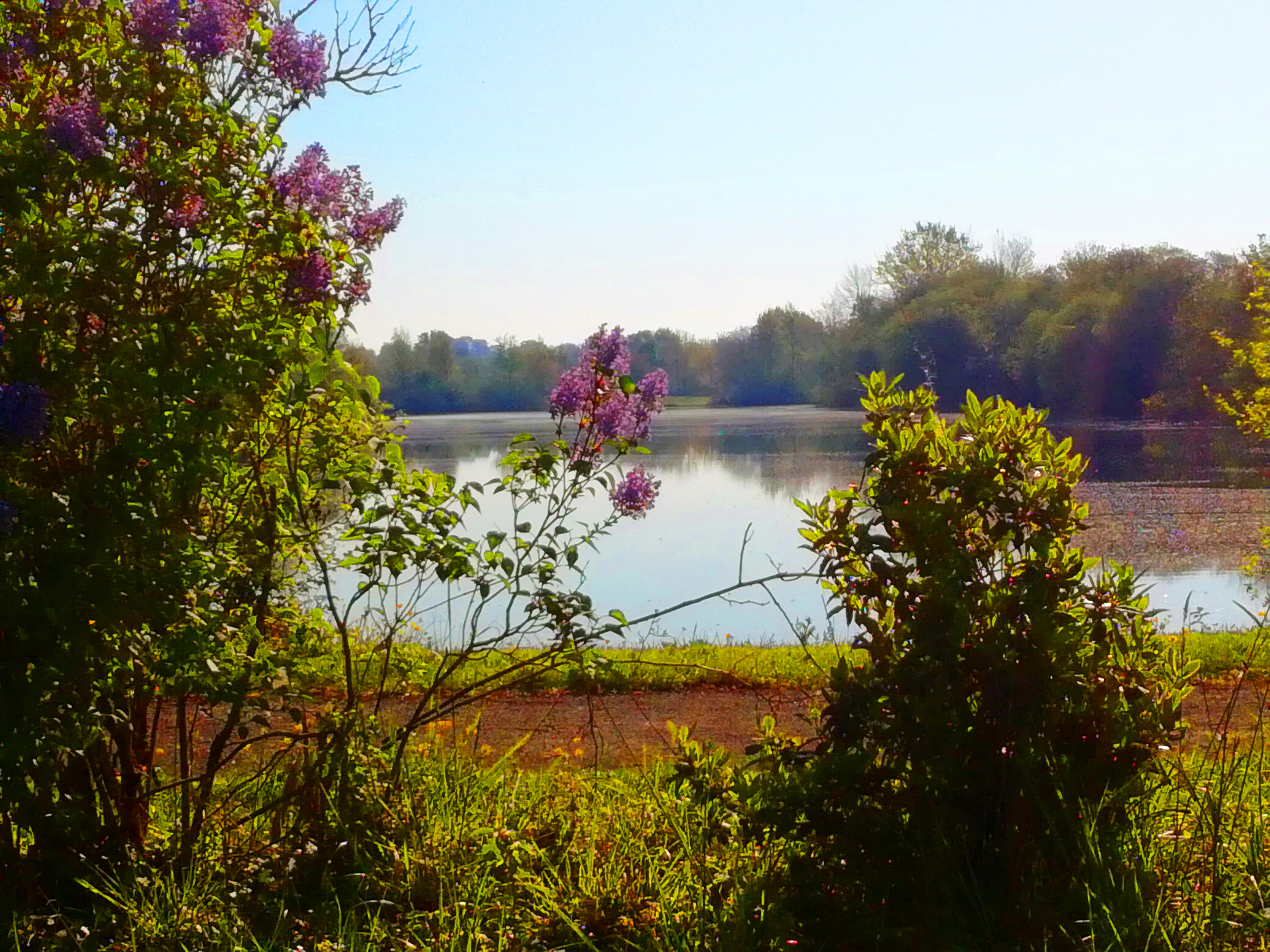
Etang de la Sillandais
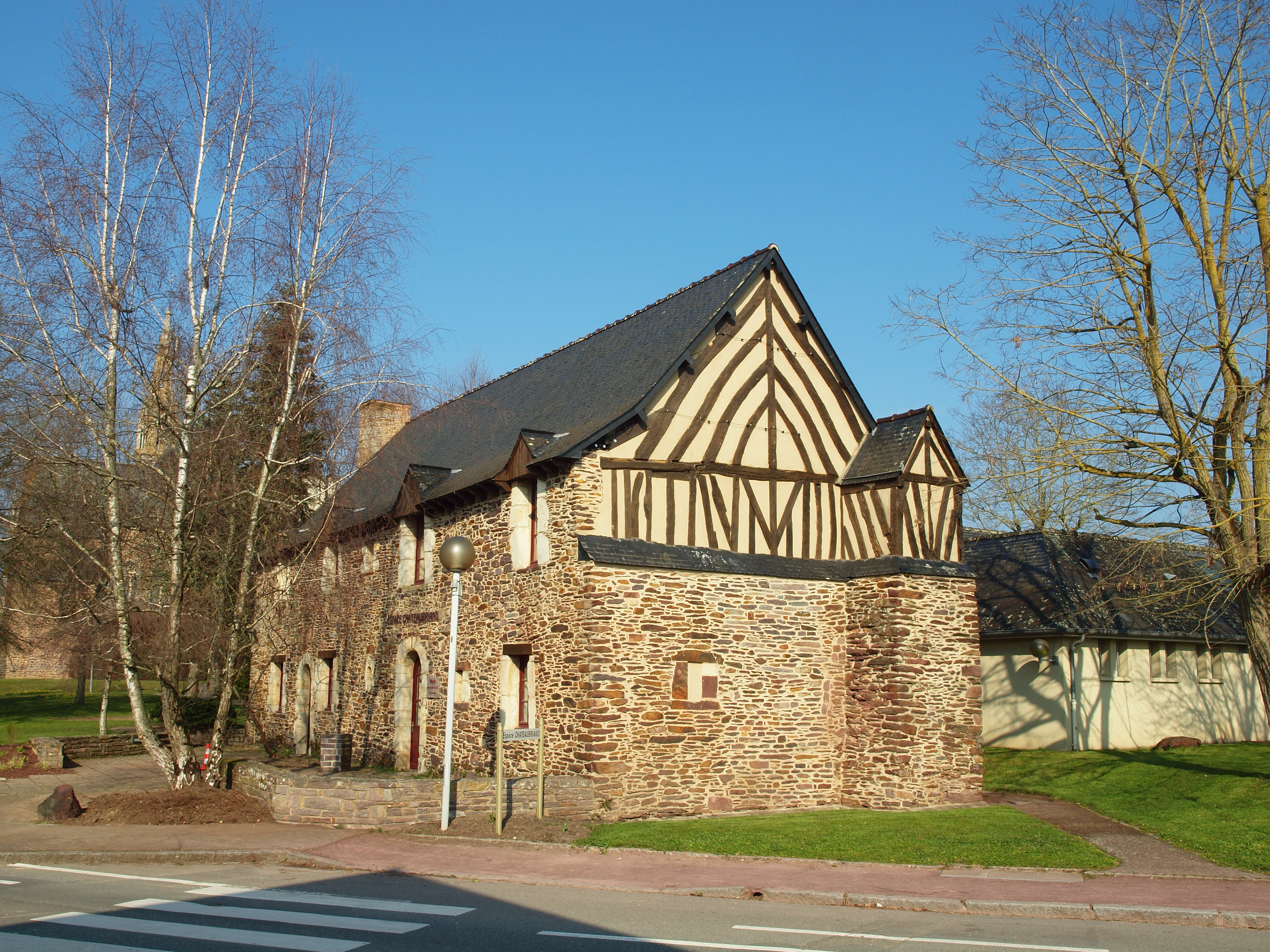
Espace Chateaubriand
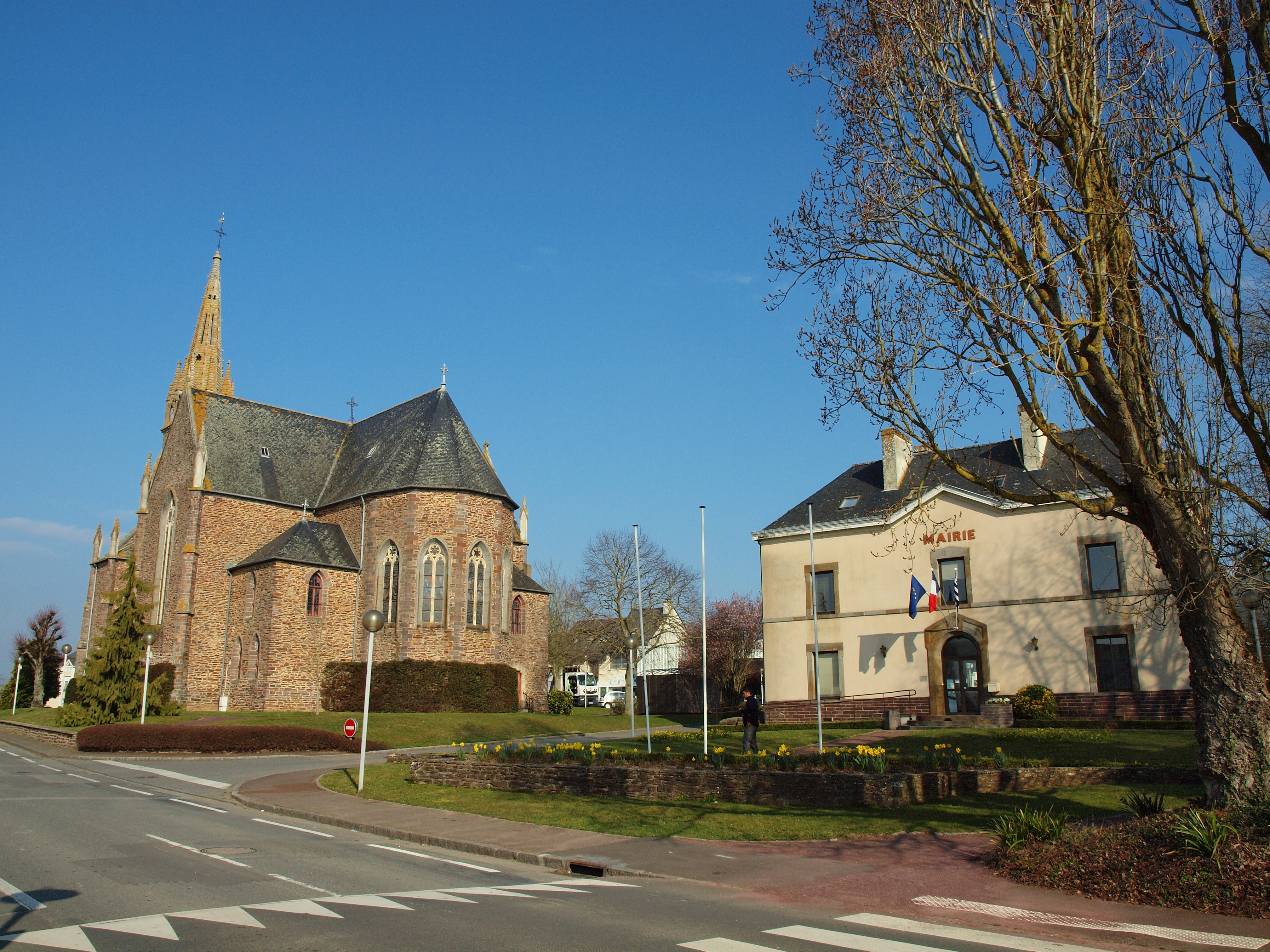
Église et mairie

La commune ne compte aucun monument historique et 17 bâtiments inventoriés.

#### Patrimoine religieux

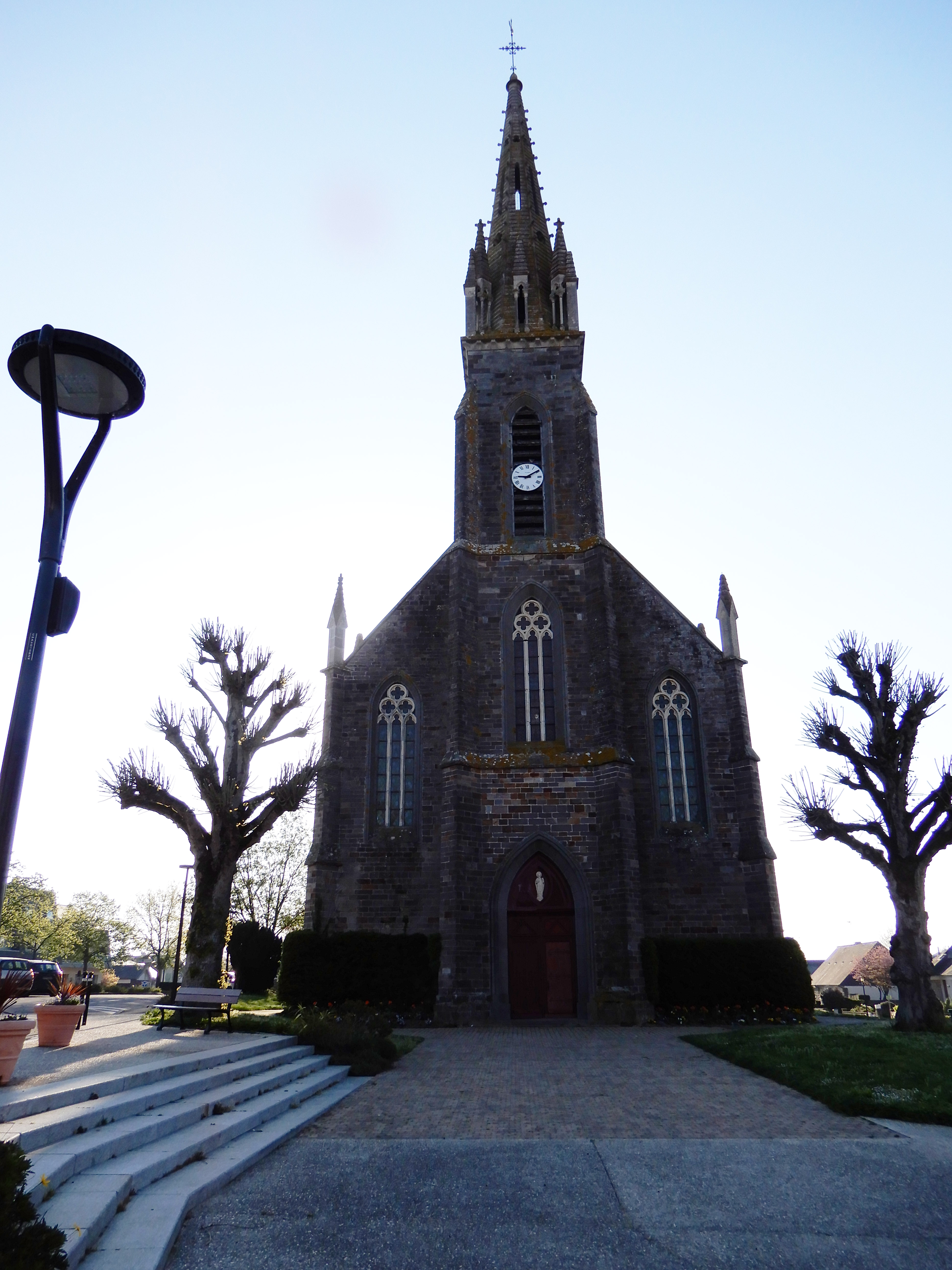
Façade principale de l'église Saint-Martin.

L'église Saint-Martin édifiée à partir des plans de l'architecte Édouard Brossay Saint-Marc entre 1861-1869 en remplacement d'un ancien édifice religieux. La partie haute du clocher est d'Arthur Regnault,.
Le cimetière et sa chapelle Saint-Nicolas. La tombe (XVIe siècle) d'un chevalier armé d'une épée est située dans le cimetière.

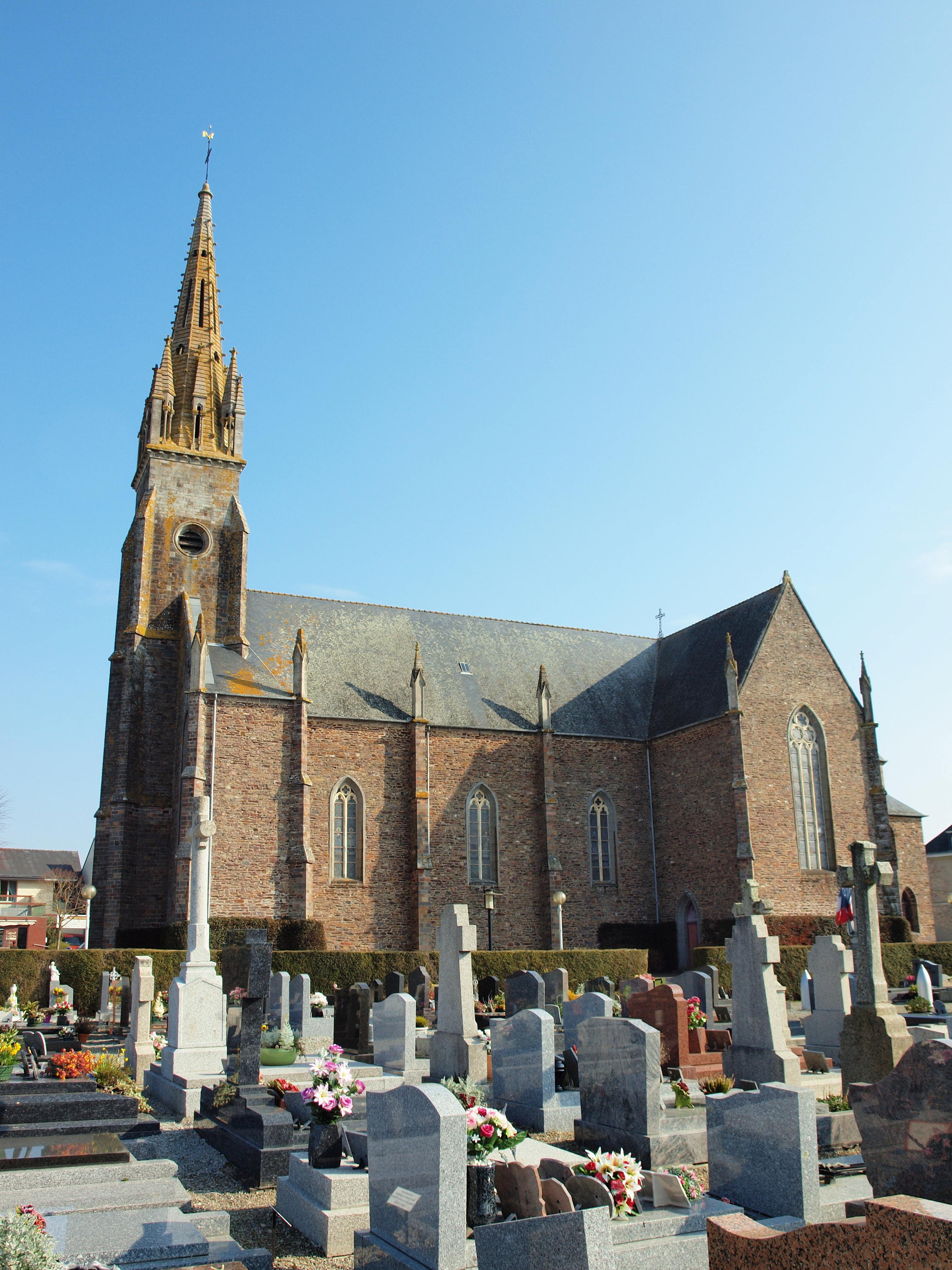
Cimetière devant l'église.
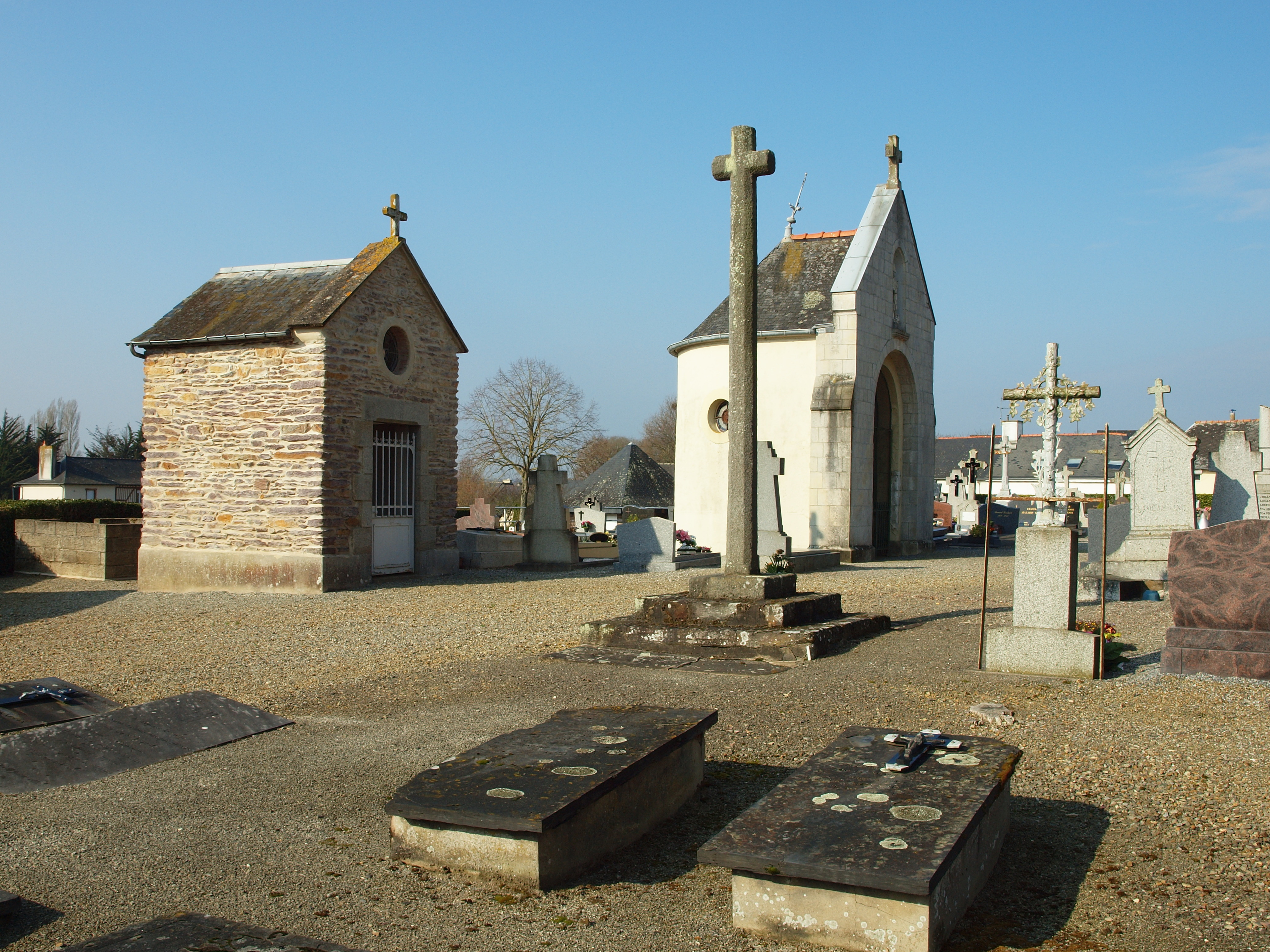
Chapelle Saint-Nicolas.
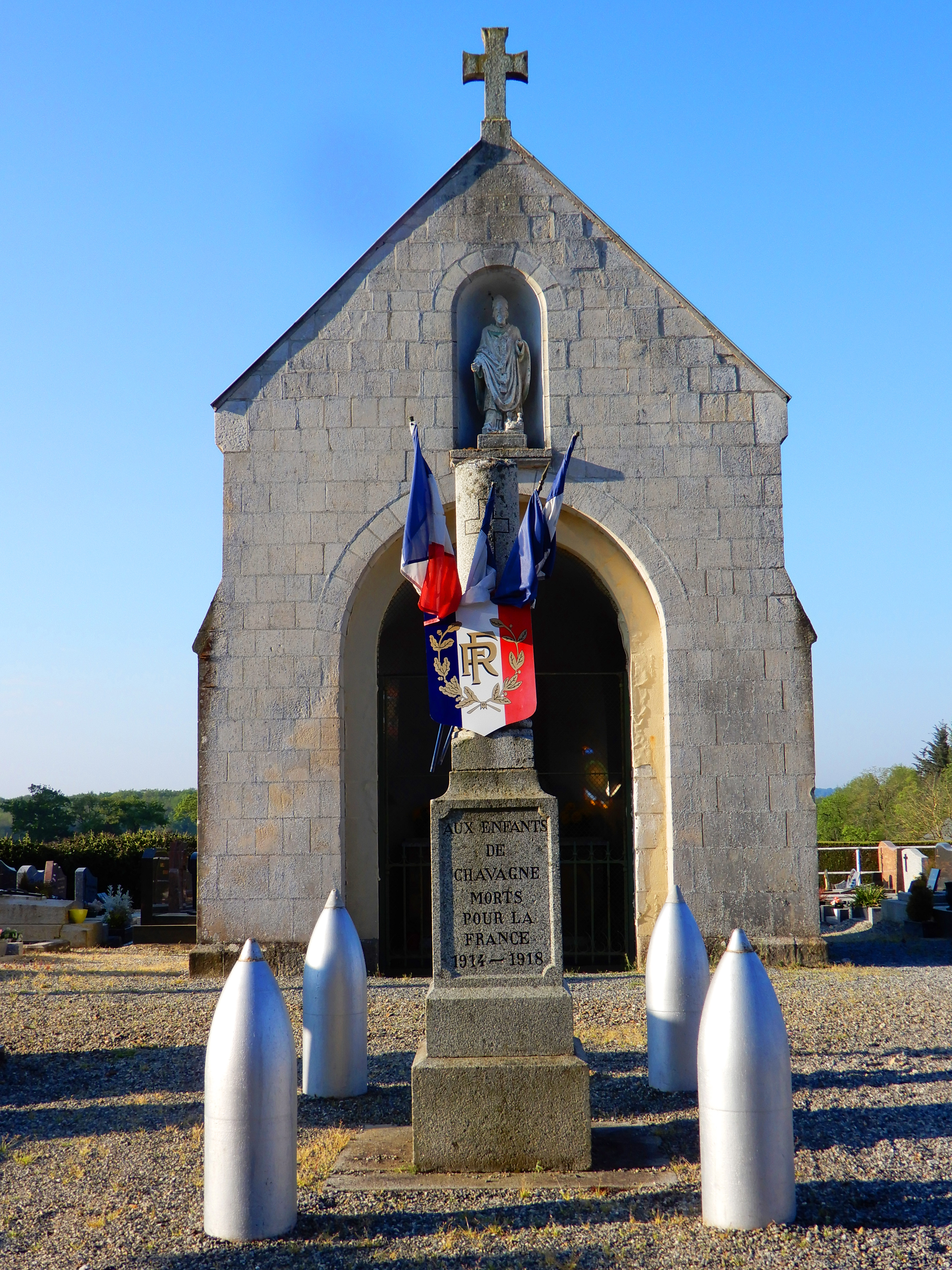
Chavagne - Monuments aux Morts
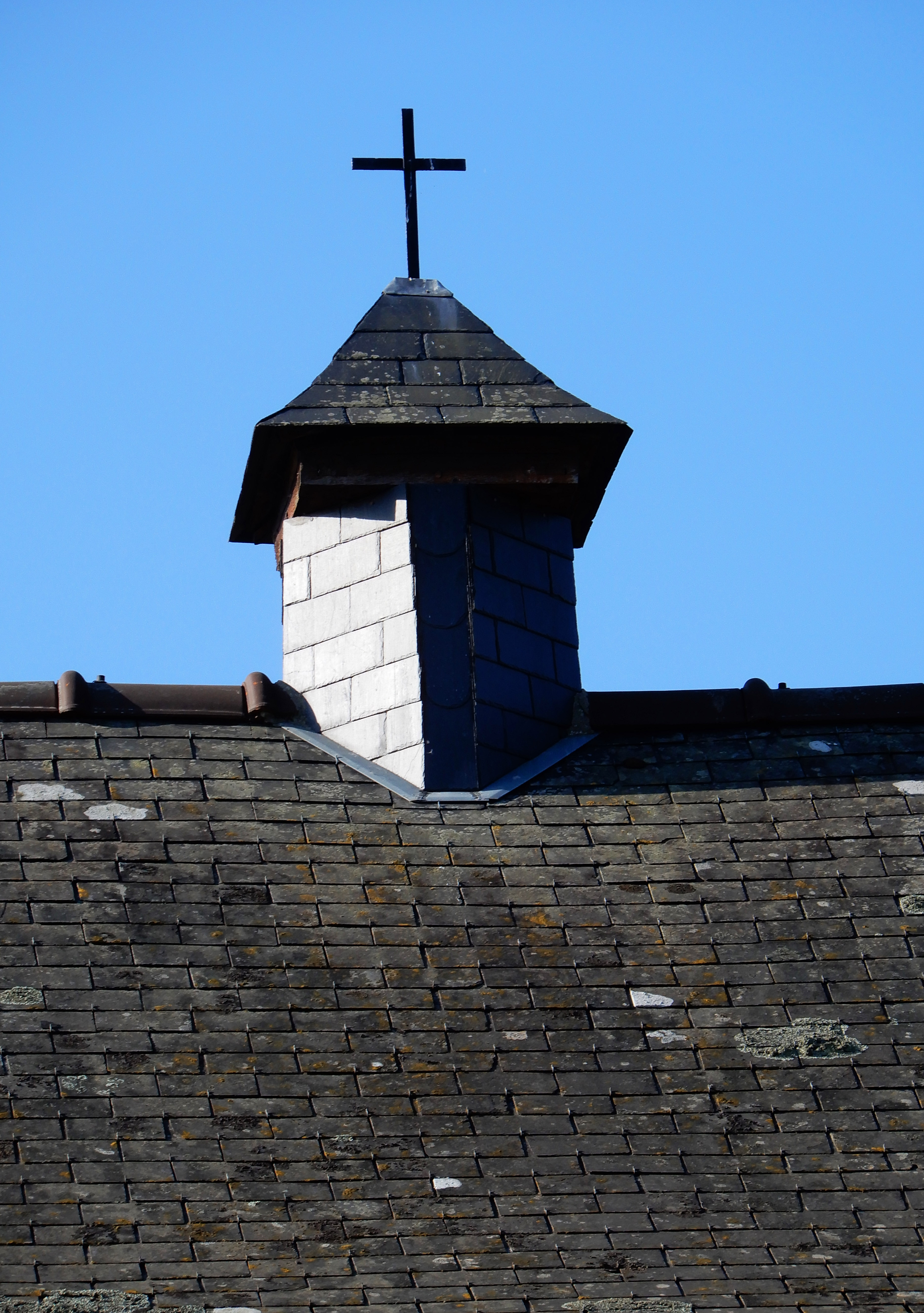
Ecole Ste Anne

L'ancien presbytère et actuelle bibliothèque (XVIIe siècle).
La chapelle Sainte-Anne, autrefois située au bourg.

#### Manoirs et Moulins

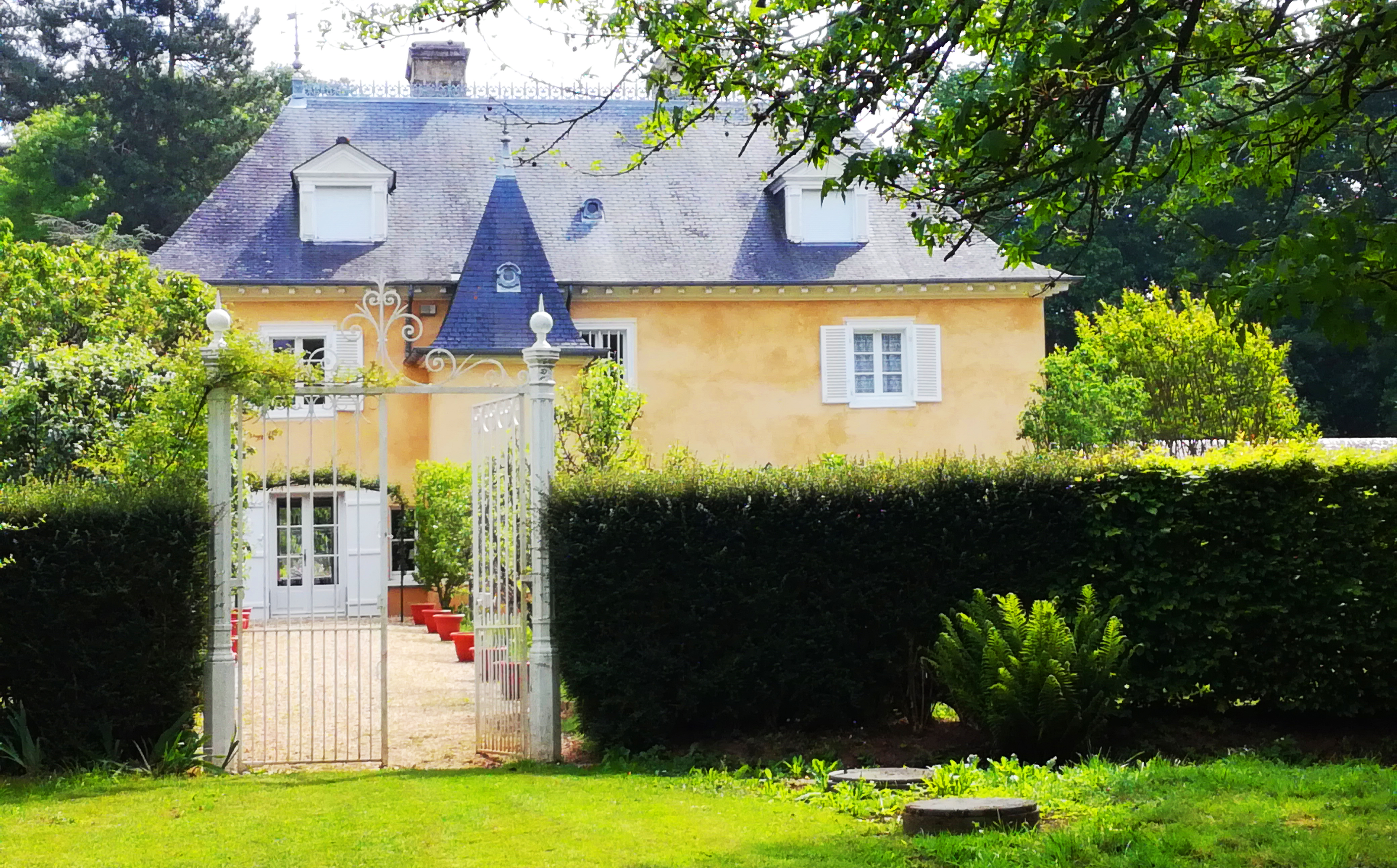
Le Manoir de l'Egacé
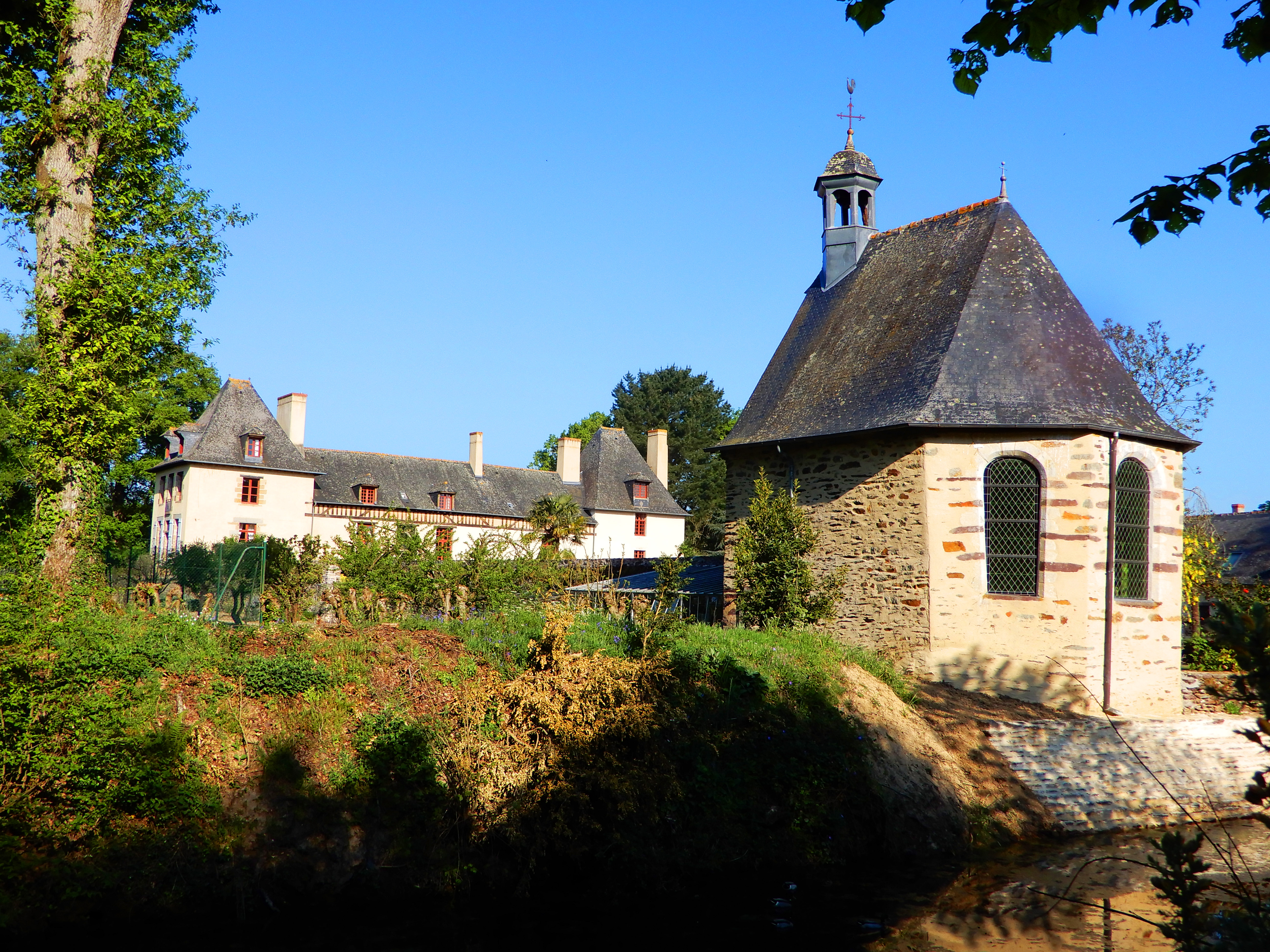
Manoir de la Sillandais
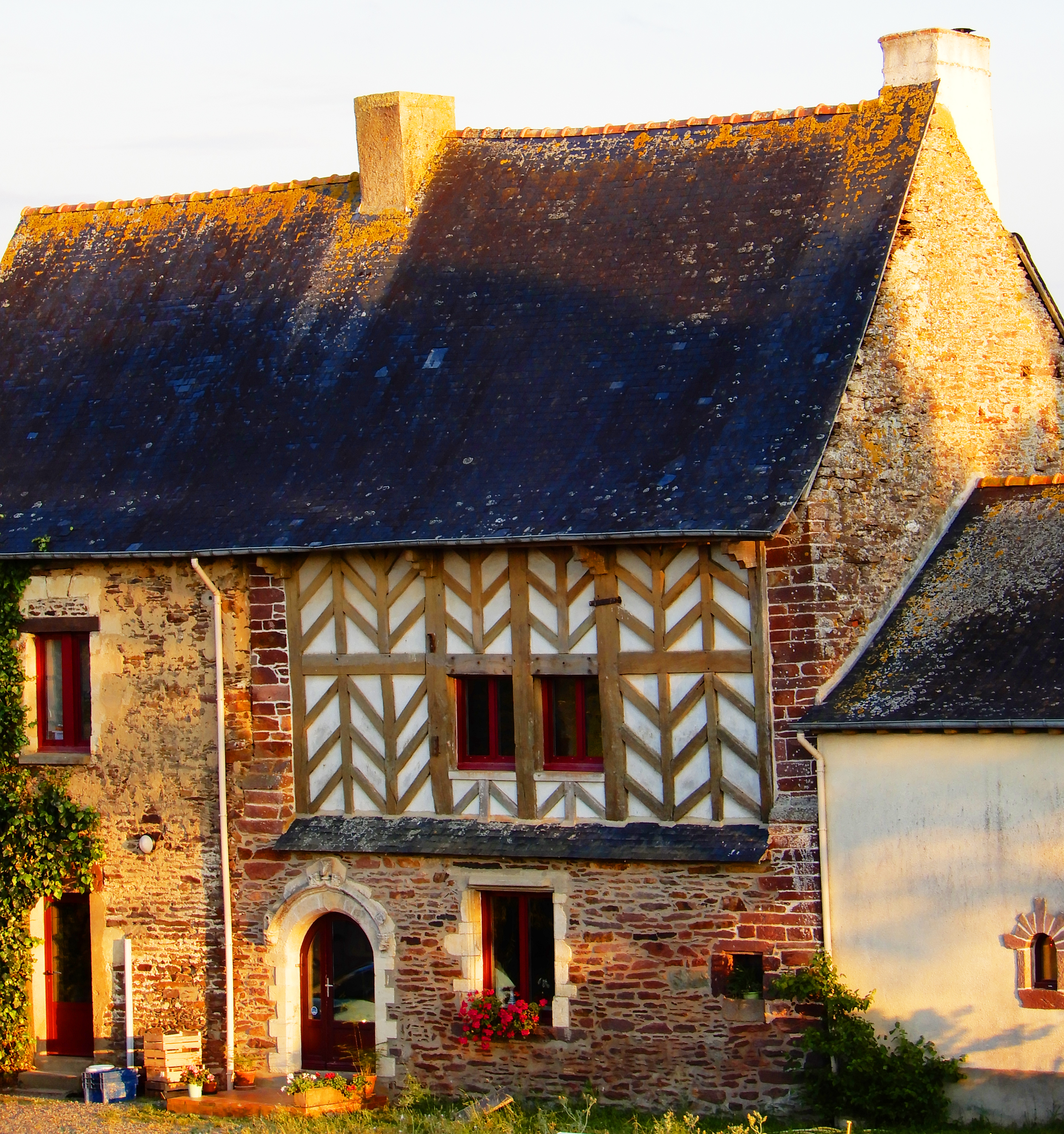
Manoir de La Touche

Le manoir du Breil : situé route ouest de Moigné. Propriété successive des familles des Vignes (en 1482), de Brays (en 1513), le Meilleur (vers 1583), du Pont (avant 1766), le Brun (en 1766).
Le manoir de Ménard situé au lieu dit Ménard. Il possède un cadran solaire. Il possédait aussi jadis une chapelle privée dédiée à Saint-Guillaume et un colombier. La présence d'un manoir est attestée sur le site dès le XVe siècle. Le logis qui remonte au début du XVIe siècle a été remanié au XVIIe siècle, étendu à ses deux extrémités au XVIIIe siècle et de nouvelles baies ont été percées au XIXe siècle. La chapelle datée 1657 (date portée dans un écu sur structure d'ensemble). Il appartenait en 1427 au Le Prestre, seigneurs de la Lohière. Il passa par alliance en 1555 aux d'Avaugour et il a été vendu en 1634 aux De Lessart. Il fut vendu à nouveau en 1650 aux Cormier, sieurs de la Vieuville et passa par alliance vers 1693 aux De La Monneraye qui semblaient le posséder encore à la Révolution.
Le manoir de la Chupelinaye : situé route ouest de Moigné. Propriété successive des familles de Loriays (en 1480), le Prestre seigneurs de Ménart (en 1513 et en 1576) - d'Avaugour (avant 1634), de Lessart (en 1634), Cormier (en 1729).
Le manoir des Fontenelles : situé avenue des Fontenelles. Il possédait jadis une chapelle privée édifiée en 1726. Propriété successive des familles des Vignes (en 1427) - de Brays (au début du XVIe siècle), de Guitté (en 1565), des Fontaines (vers 1583), le Corgne seigneurs de la Villeneuve (avant 1637), le Jay seigneurs de la Guiberdière (vers 1670), de Miniac (en 1712), du Pont sieurs d'Ouville (en 1726), le Brun (en 1766).
Le manoir de la Pimoraye : situé route d'Apigné. Propriété successive des familles des Vignes (en 1480), le Febvre (en 1513 et en 1540), de Guitté (en 1563), le Corgne (avant 1645), Aougstin sieurs de la Morinaye (en 1645), Champion seigneurs de Cicé (avant 1675) et de Renée Foucault dame du Crévy ;
Le manoir de la Touche : il possédait une chapelle privée au début du XVIIIe siècle. Propriété successive des familles des Barres (en 1401 et en 1540), Bruslon seigneurs de Beaumont (en 1546), le Febvre sieurs de la Sillandais (en 1680 et au XVIIIe siècle). L'ensemble qui a été remanié au XXe siècle a été acheté récemment par la commune, puis par Rennes Métropole.
Le manoir de la Frogerais (XVIIIe siècle). Propriété successive des familles de Beauchesne (en 1427), Racine (en 1513 et en 1648), Fournel sieurs de la Fontaine, puis Prioul sieurs de la Cormelaye (en 1692), Montgermont (XXe siècle).
Le manoir de la Robinaye : il possédait autrefois une chapelle privée. Le 20 mai 1686, Gilles Privat, sieur du Haut-Chemin, demeurant à Rennes, présenta Antoine Macart, prêtre, pour desservir « la chapelle de son manoir de la Robinaye », dotée de 64 livres de rente et fondée de deux messes par semaine, le dimanche et le vendredi. Aux approches de la Révolution, M. de la Bourdonnaye de Blossac présentait cette chapellenie, dont le dernier titulaire fut Yves Cloirec, clerc de Vannes (Pouillé de Rennes). Propriété successive des familles Blanchart (en 1457), de Lessart (en 1497), Prioul seigneurs du Haut-Chemin (en 1674), de la Bourdonnaye seigneurs de Blossac (à la fin du XVIIIe siècle et en 1789).
Le manoir de la Sillandais ou Silandaye possède un corps central accosté de deux pavillons. On y voit une fuie, une chapelle privée et un cadran solaire. Propriété successive des familles Levesque seigneurs du Molant (en 1380), le Febvre (en 1648), Champion seigneurs de Cicé (vers la fin du XVIIe siècle), Drouet seigneurs du Tertre, puis de la famille Hubert de la Massue (au début du XVIIIe siècle et en 1787) dont Joseph Hubert de La Massue de la Sillandais archiviste de La compagnie des Chevaliers catholiques. Puis, M. de Bontteville et la famille Torquat le posséderont successivement. En 1979, le manoir se trouve alors en très piteux état. Son nouveau propriétaire va entièrement se consacrer à sa rénovation pour lui donner le visage qu'on lui connaît aujourd'hui.
Le manoir de la Billaudaye ou Ville-Hodais : propriété successive des familles de la Roche (en 1416), de la Tourneraye (en 1506 et en 1583), de Bregel, le Febvre seigneurs de la Silandais (en 1662 et en 1703), de la Monneraye (en 1784).
Le manoir de Buris situé au Bas Bury, il possédait une chapelle et un droit de haute justice en bordure du Meu. Il subsiste un ancien logis du XVIIe siècle. Propriété successive des seigneurs de Buris (en 1379), puis des familles Thierry seigneurs de la Prévalaye (en 1506), Becdelièvre seigneurs de la Fontaine (en 1510), de Lantivy (en 1694), de la Bourdonnaye seigneurs de Blossac (en 1767).
Le manoir de la Théalais : propriété successive des familles Aougstin du Perray (1718), Félix Joseph Marie Vatar (1824), Auvêpre (1923), Evellin (1930), Calonnec (1978 à 1982) Guillemois (1983 à nos jours). Le manoir a été construit sous la Restauration (1820), mais l'origine de la Théalais est ancienne. Dans les registres paroissiaux nous trouvons entre 1556 et 1561 le nom de noble Homme George de Lessart sieur de la Téhallaye, époux de Jeanne de Brays dame des Fontenelles, la terre dépend alors de la baronnie de Cicé.
Le manoir du Haut-Cramou : situé route de Mordelles. Propriété successive des familles le Febvre (en 1513), Robinaud (en 1544 et en 1578), Botherel seigneurs d'Apigné (avant 1617), Fauchet (en 1617 et en 1648), le Vacher (en 1770).
Le manoir de Cramou : propriété d'Isabeau de Montfort, épouse de Guillaume Raguenel vicomte de la Bellière, puis des familles Raguenel (en 1422), de Cramou (en 1427 et en 1440), le Breton, Aulnette sieurs de la Borgnière (avant 1564), Becdelièvre seigneurs de Buris (en 1564), Julienne seigneurs des Chapelais (en 1641), Mousset (en 1680), Bodin sieurs de la Chesnaye (en 1707).
Le manoir de Babelouze, situé à environ 2 kilomètres au nord-est du bourg, est construit au XVIe siècle par la famille Le Sage. Au XVIIIe siècle, il est la propriété de la famille Nouvel, puis de la famille Visdelou. L'édifice a donné son nom à une grande pâture dans laquelle se tenait une grande foire le 18 octobre de chaque année.
Le manoir de la Guignardière.
Le manoir de l'Egacé.
Le moulin de Bury sur le Meu.
Le moulin de Champcors sur la Vilaine.

### Personnalités liées à la commune
- Joseph Hubert de La Massue de la Sillandais, archiviste de La compagnie des Chevaliers catholiques, a vécu à la Sillandais.
- Félix Joseph Marie Vatar, personnage historique sous le Premier Empire et la Restauration française, jurisconsulte de Rennes propriétaire à Chavagne.
- Louis Chevalier, né en 1921 à Chavagne et mort en 2006 à Rennes, athlète français spécialiste de la marche athlétique, multiple champion de France sur les 10 et 20 kilomètres et ayant participé à deux reprises aux Jeux olympiques.
- Alban Guillemois, réalisateur et auteur de bande dessinée, a vécu à la Théalais. Maison de la famille Guillemois à Chavagne (voir histoire, lieux et monuments ci-dessus).

### Archives
- Baronnie de Cicé en Chavagne, cotes 23 J 580 à 23 J 589, 23 J 942 à 23 J 947, 23 J 951 > Fonds de La Bourdonnaye-Montluc (23 J), Archives I&V.